# 小泉今日子
小泉 今日子（こいずみ きょうこ、1966年2月4日 - ）は、日本の俳優、歌手、執筆家。株式会社明後日の代表取締役、プロデューサー。所属レーベルはビクターエンタテインメント。
アイドルとして松田聖子と中森明菜の2強に続いた存在であり、歌手として筒美京平・馬飼野康二の作曲作品でヒットを連発した。KYON2（キョンキョン）の愛称で知られる。

## 略歴
神奈川県厚木市出身。
厚木市立三田小学校、厚木市立睦合中学校卒業、神奈川県立津久井高等学校中退。
1981年1 - 3月、日本テレビ系のオーディション番組『スター誕生!』に出場し、合格。歌唱楽曲は石野真子の「彼が初恋」であり、小泉は15歳の時に石野が当時所属していた芸能事務所のバーニングプロダクション、およびレコード会社はビクター音楽産業と契約する。
1982年3月21日にシングル「私の16才」でアイドル歌手としてデビュー。キャッチフレーズは「微笑少女。君の笑顔が好きだ」。同期に、堀ちえみ、松本伊代、三田寛子、早見優、石川秀美、中森明菜、シブがき隊らがおり、「花の82年組」と呼ばれるアイドルの一人に数えられた。デビュー時は、他のアイドルと同じ聖子ちゃんカットだったが、17歳の時に自分の判断でショートカットにした。
1983年5月、髪をショートカットにイメージチェンジした5作目のシングル「まっ赤な女の子」がオリコン8位にランクイン。同曲は小泉初主演となったフジテレビ系列月曜ドラマランド枠・単発ドラマ『あんみつ姫』の主題歌となり、高視聴率をマーク。小泉は一躍脚光を浴び、『あんみつ姫』はその後全3回にわたりシリーズ化された。
1984年3月、9作目シングル「渚のはいから人魚」にて、初のオリコン週間チャート首位を獲得。売り上げは33万枚を越え、小泉は一躍トップアイドルの仲間入りを果たす。少女たちの間では、小泉のヘアスタイルを真似た"キョンキョンカット"が流行した。同年12月リリースのアルバム・『Celebration』も40万枚近い売上を記録。年末には第35回NHK紅白歌合戦に初出場し、後半戦トップバッターを務め、その後『第39回NHK紅白歌合戦』まで5年連続出場を果たす。
従来のアイドルよりも、俳優としての活動に重きを置いていたため、新曲をリリースする毎に『ザ・ベストテン』や『ザ・トップテン』にランクインされると、映画やドラマのロケ先からの中継も多かった。この時期には、年末に発表される年間ベストテンにも100位以内にほぼ全曲がランクインされ、女性歌手では松田聖子、中森明菜に続く勢いであった。『別冊宝島』の調査によると、1980年代のシングル総売上げは年間ベスト50位以内のものに限っても279.1万枚、年間50位以内ランクイン曲数は10曲と、どちらも当時の女性アイドル中3位であった。松田聖子や中森明菜の実力には敵わないと悟った小泉は、その2人には無い自由奔放且つ「普通の女の子らしさ」で、常識を打破する姿勢を貫き、日本の新しき女性アイドル像を創造した。
1985年の連続テレビドラマ主演作『少女に何が起こったか』は、毎回20%以上を越える高視聴率を獲得し、小泉の代表作のひとつとなる。また当時、小泉の元には主演ドラマのオファーが9本舞い込んでいたという。
同年11月、約30万枚のセールスを記録した17枚目シングル「なんてったってアイドル」においては、当時自らアイドルと自称するアイドル歌手が殆ど存在しなかった中で、「私はアイドル」と堂々と歌い上げた歌詞が話題となる。作詞を担当し、また小泉とも親交のあった秋元康は、「"アイドル・小泉今日子"をイメージして作詞をし、アイドルであることを楽しむ、あるいは遊ぶ、新時代のアイドルの形を創り出した」と語っている。また秋元は俳優業としての小泉について、「（小泉主演作よりも）森光子といかりや長介がメインの『おかあさん-たぬき屋の人々』が一番魅力的だった」と語っている。
アーティストとしても前衛的な姿勢で頭角を現し、1989年5月にリリースした14枚目アルバム『KOIZUMI IN THE HOUSE』においては、近田春夫のプロディースで当時邦楽シーンではマイナーであったハウスミュージックを導入した。またスタッフに委ねていた楽曲や衣装などの構想においても、次第に自らの意見を積極的に提案するセルフプロデュースを行うようになる。同年10月、フジテレビ系列にて放送された『愛しあってるかい!』においては、平均視聴率22.6%、最高視聴率は26.6%を越えるヒット作となり、小泉の代表作のひとつとなった。また、主題歌であり、フィンガー5のカバーソングである28枚目シングル「学園天国」は売上33.5万枚のヒットを博した。
1991年5月リリースの32枚目シングル「あなたに会えてよかった」は、小泉自らが作詞を手がけ、主演ドラマ『パパとなっちゃん』の主題歌としても起用された。同作品はミリオンセラーを記録（累計出荷枚数158万枚）し、自身最大のヒット曲となった（1980年代アイドルで初めてのミリオンセラーでもある）。また、『第33回日本レコード大賞』にて、作詞賞とゴールドディスク賞を受賞する。
1993年2月には、主演ドラマ『愛するということ』の主題歌としてリリースされた34枚目シングル「優しい雨」が累計出荷枚数143万枚のオリコン2位を獲得した。
私生活においては、1995年2月22日、俳優・永瀬正敏と結婚したが、9年後の2004年2月22日に離婚。2006年公開の映画『さくらん』が離婚後の初共演となった。
1997年、『紙のドレスを燃やす夜』で初舞台。以来、積極的に舞台で活動。1998年、『踊る大捜査線 THE MOVIE』でシリアルキラー役を怪演し、演技派として認められる。2001年、相米慎二監督の映画『風花』で主演し、日本アカデミー賞優秀主演女優賞などを受賞した。2004年、蜷川幸雄と岩松了の『シブヤから遠く離れて』、2009年、シス・カンパニーの『楽屋～流れ去るものはやがてなつかしき～』などで高評価を得た。
2005年1月、『読売新聞』の読書委員に就任し、日曜読書面で書評を執筆。同年7月より、テレビ朝日系列で放送されていたテレビアニメ『あたしンち』のオープニングテーマ曲が「あたしンちの唄」に変更された。当初のクレジットタイトルには歌手名に「あたし仮面（仮）」と記され正体が隠されていたが、同年8月27日の同番組の放送でその正体が小泉であると発表された。
2005年10月、『空中庭園』主演で、ブルーリボン賞主演女優賞など受賞。2008年、『グーグーだって猫である』、『トウキョウソナタ』など主演作で、報知映画賞主演女優賞など受賞。2009年 - 2011年、シス・カンパニーの舞台に多数出演。
2011年2月公開の映画『毎日かあさん』にて、離婚後6年の歳月を経て元夫の永瀬正敏と夫婦役で共演して話題を呼んだ。永瀬は同映画で『第20回日本映画批評家大賞』の主演男優賞に選ばれ、同年5月28日に行われた授賞式で、小泉を「『主役とは何だ』ということを非常によく分かっている女優さん。現場をすべて背負って走り抜ける覚悟がある大した人だなあと思いました」と絶賛した。
2013年には連続テレビ小説『あまちゃん』にて主人公・天野アキ（のん）の母親・春子役として出演。また同ドラマ劇中歌である宮藤官九郎作詞の「潮騒のメモリー」は、オリコン最高2位・25週チャートインのヒット作となる。
2015年、製作会社「明後日」（あさって）を設立。
2016年、舞台、映像、音楽、出版などを企画製作するプロジェクト「明後日」を立ち上げ、第1弾作品として舞台『日の本一の大悪党』で初めて演出とプロデュースを手掛ける。また、6月24日には『徹子の部屋』に初出演を果たした。
2016年10月には株式会社明後日主催でフジテレビオンデマンド初のオリジナル音楽番組『PARK』と連携した音楽イベント「GO→TO」を開催。
2017年10月にはTBS系連続ドラマ『監獄のお姫さま』にて主演を務める。小泉にとってTBS系連続ドラマの主演は、2001年の『恋を何年休んでますか』以来16年ぶり。
2018年1月31日付を以てデビュー以来36年間所属していたバーニングプロダクションから独立。今後の活動は先述にもある2015年に小泉自身が立ち上げていた制作会社明後日で舞台の制作やプロデュース業等を行う。
2018年2月1日、かねてより週刊誌などで報じられていた、俳優で妻子ある豊原功補との恋愛関係を公に認め、それ以降は豊原の活動を公私にわたり支えている。
2018年6月15日に、独立以前から決まっていた俳優業などの仕事に関しては契約通りに行い、他の俳優、歌手業についてはしばらく休養し、舞台の制作などプロデューサー業に力を入れることを発表。独立前の最後の出演作は、映画『食べる女』や舞台『お蘭、登場』などである。
2020年8月21日、これまでに発表してきた楽曲の音楽配信が、各サブスクリプションサービスで開始。
2021年4月6日、上田ケンジとユニット「黒猫同盟」を結成。Spotifyオリジナル・ポッドキャスト番組「ホントのコイズミさん」のオリジナルテーマ曲を制作。同年9月29日、アルバム「Un chat noir」でデビュー。
2022年1月、TikTokでの配信を開始。デビュー40周年を記念して、1月21日より4週連続金曜日にKOIZUMI FRIDAY with TikTokを配信。
2022年2月4日、公式YouTubeチャンネル「小泉今日子」を開設。
2023年11月から12月に開催された「KYOKO KOIZUMI CLUB PARTY 90's」(KKCP)全国11都市で開催されたLIVEのプロデューサー・演出を自身が担当した。
2024年4月に開催された「小林聡美 NIGHT SPECTACLES チャッピー小林と東京ツタンカーメンズ」を演出。
2024年4月19日に安野ともこ、高木完、きしくり達と、「東京ヴィンテージガールズ」プロジェクトを立ち上げる。
2024年10月12日に「KYOKO KOIZUMI TOUR 2024 BALLAD CLASSICS」におけるカーボンオフセットプロジェクトの始動を発表。
2024年10月19日の自身のインスタライブにおいて、高木完や上田ケンジとともに結成した「シン・コイズミックスプロダクションズ」という新たな名義で「恋のブギ・ウギ・トレイン」のカバーをレコードと配信でリリースすることを発表。
2025年1月28日、19年ぶりに「海の沈黙」「碁盤斬り」などでブルーリボン賞(助演女優賞)を受賞。
2025年3月30日にインスタライブで、2025年4月1日にファンクラブ「US SARITE」（アスサリテ）を新設することを発表。ファンクラブ名の語源は、会社名「明後日」の語源が「明日去りて後の日」であり、これをローマ字表記にした。
2025年5月22日に「MUSIC AWARDS JAPAN 2025」Grand Ceremonyにおいて、「最優秀アイドル賞」のプレゼンターを
務める。
2025年6月、「明後日」が創立10周年を迎えたことを記念して、10個の企画から成る「asatte RALLY」を開催。

## 人物

### 読書家
読書家として知られる。デビュー時から、本は、楽屋で話しかけられないようにして心を保つ小道具だった。思春期からずっと太宰治の小説と、大島弓子の漫画が好きである。アイドル時代、小泉の言動には常に注目が集まっており、歌番組で吉本ばななのデビュー作『キッチン』を愛読書として挙げて人気が出たり、ラジオ番組で紹介したJ・D・サリンジャーの小説『ライ麦畑でつかまえて』がベストセラーになったことがある。『朝日新聞』1987年3月26日付夕刊のインタビュー記事でミヒャエル・エンデの児童文学『モモ』を紹介し、児童書では異例のベストセラーになった。
2005年、読売新聞の書評委員を恩師の久世光彦の仲介で引受け、2014年まで10年間務めた。2015年、書評をまとめた『小泉今日子書評集』が刊行された。
2021年4月 - 2023年9月の2年半、Spotifyで本にまつわるポッドキャスト番組「ホントのコイズミさん」を放送し、書籍シリーズも3冊刊行された。

### 政治的発言など
2020年5月、自身のツイッターで「＃検察庁法改正案に抗議します」と投稿した。
同年5月31日、自身のツイッターで香港への国家安全法導入に反対を表明し、緊急署名を求めているサイトを引用して「署名しました」とツイートした。同年9月発売のアサヒ芸能誌に「共産党から出馬準備」と政界へ進出するなどと報じられ「あんなウソを平気で書くなんてと腹立たしく思っている」とツイートした。
2021年10月28日、衆議院議員選挙・香川1区から立候補していた立憲民主党の小川淳也はインスタライブを開催。小泉はライターの和田靜香とともに出演し、「私は1966年に生まれたが、私たちの世代は政治とか社会に対して関心を持つことをし忘れた気がして、それが今すごく反省していること」と語った。
2022年6月12日、杉並区長選挙が告示されると、自民党・公明党の支援と連合東京の推薦を得た現職区長の田中良、地元の市民グループが擁立した元NGO職員の岸本聡子、元区議の田中裕太郎の3人が立候補を届け出た。カフェ経営者のブランシャー明日香は、岸本が盛んに提唱している「ミュニシパリズム」（地方自治体を意味する「municipality」に由来する用語）を広く浸透させるべく、同名の歌を作詞作曲し、自ら歌い、告示日にYouTubeで公開した。6月14日、小泉は自身が代表を務める「株式会社明後日」のTwitterを更新。ブランシャー明日香の投稿をリツイートし、「毎朝聴きたい」とつぶやいた。岸本は187票の僅差で田中良を破り初当選した。
同年7月7日、参議院議員選挙比例区の立憲民主党候補者として連日選挙活動を行っていた辻元清美は「七夕スペシャル」と題したインスタライブを配信。小泉は同党の小川淳也、ライターの和田靜香とともに出演し、「政治的なことを話したりすると、仕事がしづらくなるという感覚が、芸能の世界にはあるような気がする。（それは）すごい、つまんないことだなとずっと思っていた」「広告の仕事をたくさんやっていたときは、その中にいるわけなので、仕事に対してマイナスなイメージがあることはできないというのがあった。そういうのが嫌で独立した」と語った。
2023年10月18日、TBSラジオ『荻上チキ・Session』に出演し、「なぜ政治的な発言をするのか」と題するテーマで自身の考えを語った。「歌手やタレントが『政治的発言』をするな」という言われることについては、意見を自由に言うことは「ひとりの国民として普通のこと」「言葉や人間性も含めて、1人の人間としての自分の姿を見せていきたい」と述べた。
2024年1月2日、岸本聡子や岸本を支援した市民グループ、住民らに密着したドキュメンタリー映画『映画 ○月○日、区長になる女。』が公開される。小泉と上田ケンジのユニット「黒猫同盟」は映画のために前述の「ミュニシパリズム」をカバー。黒猫同盟のバージョンは主題歌として使用された。
2024年1月10日発売の『文藝春秋』2月号に小泉と有働由美子の対談が掲載。有働が「最近はテレビのバラエティ番組で全然お見かけしませんね」と問いかけると「絶対出たくないですね」と答え、理由をさらに問うと「くだらないから」と答えた。
2023年末や2024年年始のインタビューで、日本の芸能界の構造に関する問題について指摘し、変わる時期が来ていると述べた。バラエティ番組については、「世の中が変わっているのにアップデートできていない」「性に対するコンプライアンスとかもそうだし」と指摘した。
2024年1月27日深夜放送のJ-WAVE『TOKYO M.A.A.D SPIN』では、旧ジャニーズや松本人志をめぐる問題に言及し、「今、口を閉ざしてた人がしゃべっているっていうのは、未来の人たちのために自分達ができることをしないと、黙ってしまったことでこれが続いてしまう後悔もある。だから、この先の人たちのために立ってくれたりするんじゃないかなって思う。それを茶化したりしないでほしい」と語った。
同年6月29日、小泉は「株式会社明後日」のXを更新。東京都知事選挙に立候補した元参議院議員の蓮舫が「蓮舫と次の東京へ。ぜひ、見てくださいね」というメッセージとともに投稿した動画記事をリツイートし、「15歳の時にデビューが決まって住み始めた東京。私も1人の若者だったと遠い目をしている場合じゃない。次の世代に何が残せるのか考えさせられます」と述べた。投票日前日の7月6日、蓮舫の投稿をさらに2度リツイート。選挙戦中盤から猛烈な勢いで広まっている「ひとり街宣」に言及し、「こんな都知事選見たことなかったです。杉並区長選から始まった『1人街宣』が次に繋がった感じでとても素敵です」と述べた。

### 交友関係
演出家の久世光彦は17歳の時からの恩師。1983年に久世演出のドラマ『あとは寝るだけ』に出演し、演技や文章などを教わった。2008年から、久世のエッセイ『マイ・ラスト・ソング』内容を基に、 浜田真理子のピアノ弾き語りと、小泉の朗読から構成される公演をライフワークとして続けている。2018年、NHK総合で音楽・トーク番組『マイ・ラスト・ソング 〜人生の最後に聴きたい歌は〜』が放送され、2023年にCD『マイ・ラスト・ソングアンソロジー』が発売された。
黒柳徹子とは、『ザ・ベストテン』で共演してから長く交友があるが、『徹子の部屋』には2016年6月24日の放送まで一度も出演した事がなかった。これは、所属事務所が小泉をトーク番組にあまり出さない方針を長い間貫いてきたためであり、デビュー35年目にしてようやく解禁され、初出演が叶った。2016年に放送された黒柳の半生を描いたドラマ『トットてれび』（NHK）では、小泉はパンダ役とナレーションを担当し、100歳役の黒柳と共演した。
連続テレビ小説『あまちゃん』で共演した能年玲奈（2016年に「のん」に改名）を役柄そのままに娘のように可愛がっており、また能年も小泉のことをドラマ終了後も「ママ」と慕っている。
タレントのYOUや飯島直子、米倉涼子、長澤まさみ、内田有紀、香里奈、石原さとみ、綾瀬はるか、水川あさみ、榮倉奈々、吉高由里子、高畑充希、中山美穂、荻野目洋子、中森明菜、マツコ・デラックス、アルフィー、とんねるず、二宮和也、松岡昌宏、堤真一、古田新太らと親交がある。深浦加奈子（故人）を実姉のように慕っていて非常に仲が良かった。観月ありさは20年以上に渡って妹のように可愛がっており親友の一人でもある。交流はほぼなかったが女優の沢村貞子の芯の通った凛とした姿勢に憧れを抱いているという。

### その他
1981年、15歳でデビューしてからずっとバーニングプロダクション所属であった（2015年に会社を設立、2018年に所属事務所から独立）。17歳の時、聖子ちゃんカットを無断でショートカットにし、スタッフを慌てさせた。その時期、女性アイドルグラビア雑誌『DUNK』（1984年5月8日創刊）のイメージキャラクターに決定しており、女の子らしいアイドル路線で表紙を飾る方向で編集部は準備を進めていたが、急遽コンセプトの変更を余儀なくされた。事前に配布されたチラシやポスターではボーイッシュな刈り上げに合うよう、応援団のような学生服を着用し、天真爛漫な笑顔を見せている。翌年の同誌一周年記念号および1990年の最終号でも学ランを着用して表紙を飾った。ショートカットにして以降、自身を「コイズミ」と呼ぶようになり、自分を持つアイドルとしてファッションアイコンになっていった。
アイドル時代から衣装の奇抜さも有名であり、中には自らがデザインをして製作した衣装や、スタイリストをつけず独自のセンスで衣装を選ぶことも多かった。ファッションについて厳しい視点を持っていた芳村真理からも「自分をちゃんと主張していて素晴らしい」と称賛された。芳村司会の『夜のヒットスタジオ』出演時は他の歌番組と異なる特注の奇抜な衣装を身に着けて歌を披露することが多かった。
1980年代後半から1990年代前半にかけて、「クノールカップスープ」や資生堂「スーパーマイルドシャンプー」など数多くのCMに起用され、「CMの女王」と呼ばれた。“小泉をCMで起用した商品は売れる”といわれ、「売上2割アップ」とも謳われた。当時、企業の広報・宣伝担当者や広告代理店の中には「神様仏様小泉様」という言葉まであったという。それだけに企業との契約期間も長く、特に資生堂のCMには、商品こそ替わるものの、1988年から2010年まで延べ20年以上断続的に出演していた。
女性歌手の中では浜崎あゆみ、モーニング娘。、倉木麻衣、安室奈美恵に次いでオリコンベスト10入りの曲数では歴代5位である（「春風の誘惑」（1983年2月発売）から「潮騒のメモリー」（「天野春子（小泉今日子）」名義で、2013年7月発売）まで34作）。ザ・ベストテンでは、120週以上ランクインしていた。歴代9位。
デビュー当初より賞レースや音楽祭などに多くノミネートされて出演していた。『NHK紅白歌合戦』にも出場していたが、次第に辞退するようになった。
3姉妹の末っ子である。子供のころに父親の会社が倒産し、家族は解散したが仲が良く、父と2人暮らしをした時間が「楽しかった」と語っている。
恋愛について、「やっぱり同業者には仲間意識しか持てないのかも。だから私、共演者と付き合ったことは一度もないんですよ」「プロポーズしてくれて自然な流れで結婚した」と語っている。
写真集において、全裸で魚拓ならぬ人拓を披露したこともあった（後に、これは自身の付き人の物と告白した）。永瀬正敏との結婚の際には入浴中の写真などを含むプライベート写真展を開催。喫煙者（極度なヘビースモーカー）であり喫煙している姿も特に隠すことはない。
松田聖子、安室奈美恵、BTSのファンである。

## ディスコグラフィ

### シングル
| #        | 発売日          | A/B面    | タイトル                                         | 作詞                                             | 作曲                                             | 編曲                                             | 最高順位 (登場週) | 規格品番              |
| 1980年代 | 1980年代        | 1980年代 | 1980年代                                         | 1980年代                                         | 1980年代                                         | 1980年代                                         | 1980年代          | 1980年代              |
| -------- | --------------- | -------- | ------------------------------------------------ | ------------------------------------------------ | ------------------------------------------------ | ------------------------------------------------ | ----------------- | --------------------- |
| 1st      | 1982年 3月21日  | A面      | 私の16才                                         | 真樹のり子                                       | たきのえいじ                                     | 神保正明                                         | 22位 (27週)       | SV-7200               |
| 1st      | 1982年 3月21日  | B面      | 三色れもん                                       | 荒木とよひさ                                     | 鈴木キサブロー                                   | 萩田光雄                                         | 22位 (27週)       | SV-7200               |
| 2nd      | 1982年 7月5日   | A面      | 素敵なラブリーボーイ                             | 千家和也                                         | 穂口雄右                                         | 矢野立美                                         | 19位 (14週)       | SV-7225               |
| 2nd      | 1982年 7月5日   | B面      | 恋のヒットチャートNo.1                           | 荒木とよひさ                                     | 鈴木キサブロー                                   | 船山基紀                                         | 19位 (14週)       | SV-7225               |
| 3rd      | 1982年 9月21日  | A面      | ひとり街角                                       | 三浦徳子                                         | 馬飼野康二                                       | 竜崎孝路                                         | 13位 (17週)       | SV-7251               |
| 3rd      | 1982年 9月21日  | B面      | Teenageどりーむ                                  | Hearts                                           | 鈴木キサブロー                                   | 萩田光雄                                         | 13位 (17週)       | SV-7251               |
| 4th      | 1983年 2月5日   | A面      | 春風の誘惑                                       | 篠原仁志                                         | 緑一二三                                         | 萩田光雄                                         | 10位 (12週)       | SV-7275               |
| 4th      | 1983年 2月5日   | B面      | 真夜中のレッスン                                 | 森雪之丞                                         | はしだのりひこ                                   | 萩田光雄                                         | 10位 (12週)       | SV-7275               |
| 5th      | 1983年 5月5日   | A面      | まっ赤な女の子                                   | 康珍化                                           | 筒美京平                                         | 佐久間正英                                       | 8位 (16週)        | SV-7301               |
| 5th      | 1983年 5月5日   | B面      | 午後のヒルサイドテラス                           | 秋元康                                           | 筒美京平                                         | 佐久間正英                                       | 8位 (16週)        | SV-7301               |
| 6th      | 1983年 7月21日  | A面      | 半分少女                                         | 橋本淳                                           | 筒美京平                                         | 川村栄二                                         | 4位 (14週)        | SV-7317               |
| 6th      | 1983年 7月21日  | B面      | ココナッツ・ドリーム                             | 橋本淳                                           | 筒美京平                                         | 川村栄二                                         | 4位 (14週)        | SV-7317               |
| 7th      | 1983年 11月1日  | A面      | 艶姿ナミダ娘                                     | 康珍化                                           | 馬飼野康二                                       | 馬飼野康二                                       | 3位 (17週)        | SV-7346               |
| 7th      | 1983年 11月1日  | B面      | 乱れるハート                                     | 康珍化                                           | 馬飼野康二                                       | 馬飼野康二                                       | 3位 (17週)        | SV-7346               |
| 8th      | 1984年 1月1日   | A面      | クライマックス御一緒に                           | 森雪之丞                                         | 井上大輔                                         | 井上大輔                                         | 4位 (12週)        | SV-7362               |
| 8th      | 1984年 1月1日   | B面      | あんみつ姫NG集                                   | あんみつ姫NG集                                   | あんみつ姫NG集                                   | あんみつ姫NG集                                   | 4位 (12週)        | SV-7362               |
| 9th      | 1984年 3月21日  | A面      | 渚のはいから人魚                                 | 康珍化                                           | 馬飼野康二                                       | 馬飼野康二                                       | 1位 (13週)        | SV-7377               |
| 9th      | 1984年 3月21日  | B面      | 風のマジカル                                     | 湯川れい子                                       | NOBODY                                           | 鷺巣詩郎                                         | 1位 (13週)        | SV-7377               |
| 10th     | 1984年 6月21日  | A面      | 迷宮のアンドローラ                               | 松本隆                                           | 筒美京平                                         | 船山基紀                                         | 1位 (15週)        | SV-7397               |
| 10th     | 1984年 6月21日  | B面      | DUNK                                             | 松本隆                                           | 筒美京平                                         | 船山基紀                                         | 1位 (15週)        | SV-7397               |
| 11th     | 1984年 9月21日  | A面      | ヤマトナデシコ七変化                             | 康珍化                                           | 筒美京平                                         | 若草恵                                           | 1位 (13週)        | SV-7421               |
| 11th     | 1984年 9月21日  | B面      | ヨコハマ・スイート・レイン                       | 康珍化                                           | 筒美京平                                         | 若草恵                                           | 1位 (13週)        | SV-7421               |
| 12th     | 1984年 11月7日  | A面      | ヤマトナデシコ七変化 （Long Version）            | 康珍化                                           | 筒美京平                                         | 若草恵                                           | 5位 (9週)         | SJX-7001 (12インチ盤) |
| 12th     | 1984年 11月7日  | B面      | 艶姿ナミダ娘 （Long Version）                    | 康珍化                                           | 馬飼野康二                                       | 馬飼野康二                                       | 5位 (9週)         | SJX-7001 (12インチ盤) |
| 13th     | 1984年 12月21日 | A面      | The Stardust Memory                              | 高見沢俊彦 高橋研                                | 高見沢俊彦                                       | 井上鑑                                           | 1位 (13週)        | SV-7460               |
| 13th     | 1984年 12月21日 | B面      | 涙のMyロンリーBoy                                | 高見沢俊彦 高橋研                                | 高見沢俊彦                                       | 井上鑑                                           | 1位 (13週)        | SV-7460               |
| 14th     | 1985年 4月10日  | A面      | 常夏娘                                           | 緑一二三                                         | 幸耕平                                           | 矢野立美                                         | 1位 (11週)        | SV-9013               |
| 14th     | 1985年 4月10日  | B面      | 哀愁小町                                         | 松本隆                                           | 馬飼野康二                                       | 馬飼野康二                                       | 1位 (11週)        | SV-9013               |
| 15th     | 1985年 6月8日   | A面      | ハートブレイカー                                 | 高見沢俊彦 高橋研                                | 高見沢俊彦                                       | 井上鑑                                           | 6位 (6週)         | SJX-7003              |
| 15th     | 1985年 6月8日   | B面      | 太陽の誘惑                                       | 高見沢俊彦                                       | 高見沢俊彦                                       | 井上鑑                                           | 6位 (6週)         | SJX-7003              |
| 16th     | 1985年 7月25日  | A面      | 魔女                                             | 松本隆                                           | 筒美京平                                         | 中村哲                                           | 1位 (10週)        | SV-9040               |
| 16th     | 1985年 7月25日  | B面      | 気分はハートブレイク                             | 松本隆                                           | 筒美京平                                         | 中村哲                                           | 1位 (10週)        | SV-9040               |
| 17th     | 1985年 11月21日 | A面      | なんてったってアイドル                           | 秋元康                                           | 筒美京平                                         | 鷺巣詩郎                                         | 1位 (15週)        | SV-9073               |
| 17th     | 1985年 11月21日 | B面      | 背徳の令嬢                                       | 森雪之丞                                         | 中崎英也                                         | 船山基紀                                         | 1位 (15週)        | SV-9073               |
| 18th     | 1986年 4月30日  | A面      | 100%男女交際                                     | 麻生圭子                                         | 馬飼野康二                                       | 山川恵津子                                       | 2位 (9週)         | SV-9130               |
| 18th     | 1986年 4月30日  | B面      | 自由な太陽                                       | 荒木とよひさ                                     | 山崎稔                                           | 山川恵津子                                       | 2位 (9週)         | SV-9130               |
| 19th     | 1986年 7月10日  | A面      | 夜明けのMEW                                      | 秋元康                                           | 筒美京平                                         | 武部聡志                                         | 2位 (14週)        | SV-9147               |
| 19th     | 1986年 7月10日  | B面      | Non Non Non                                      | 秋元康                                           | 筒美京平                                         | 武部聡志                                         | 2位 (14週)        | SV-9147               |
| 20th     | 1986年 11月19日 | A面      | 木枯しに抱かれて                                 | 高見沢俊彦                                       | 高見沢俊彦                                       | 井上鑑                                           | 3位 (17週)        | SV-9184               |
| 20th     | 1986年 11月19日 | B面      | Blueage Dream                                    | 高見沢俊彦                                       | 高見沢俊彦                                       | 井上鑑                                           | 3位 (17週)        | SV-9184               |
| 21st     | 1987年 2月25日  | A面      | 水のルージュ                                     | 松本隆                                           | 筒美京平                                         | 大村雅朗                                         | 1位 (10週)        | SV-9218               |
| 21st     | 1987年 2月25日  | B面      | Kiss                                             | 松本隆                                           | 筒美京平                                         | 大村雅朗                                         | 1位 (10週)        | SV-9218               |
| 22nd     | 1987年 5月1日   | A面      | 水のルージュ （DANCING MIX）                     | 松本隆                                           | 筒美京平                                         | 大村雅朗                                         | 4位 (4週)         | SJX-901 (12インチ盤)  |
| 22nd     | 1987年 5月1日   | B面      | サイン入りエッチング・ディスク（盤面刻印）       | サイン入りエッチング・ディスク（盤面刻印）       | サイン入りエッチング・ディスク（盤面刻印）       | サイン入りエッチング・ディスク（盤面刻印）       | 4位 (4週)         | SJX-901 (12インチ盤)  |
| 23rd     | 1987年 7月1日   | A面      | Smile Again                                      | 川村真澄                                         | 井上ヨシマサ                                     | 土屋昌巳                                         | 2位 (12週)        | SV-9251               |
| 23rd     | 1987年 7月1日   | B面      | 天使になりたい                                   | 川村真澄                                         | 井上ヨシマサ                                     | 土屋昌巳                                         | 2位 (12週)        | SV-9251               |
| 24th     | 1987年 10月21日 | A面      | キスを止めないで                                 | 秋元康                                           | 野村義男                                         | 米光亮                                           | 1位 (13週)        | SV-9286               |
| 24th     | 1987年 10月21日 | B面      | ベルベットボイスな夜                             | 野村義男                                         | 井上ヨシマサ                                     | 米光亮                                           | 1位 (13週)        | SV-9286               |
| 25th     | 1988年 3月9日   | A面      | GOOD MORNING-CALL                                | 小泉今日子                                       | 小室哲哉                                         | 清水信之                                         | 2位 (12週)        | SV-9322 VDRS-1012     |
| 25th     | 1988年 3月9日   | B面      | は・じ・め・て                                   | 森雪之丞                                         | 細野晴臣                                         | 西平彰                                           | 2位 (12週)        | SV-9322 VDRS-1012     |
| 26th     | 1988年 10月26日 | A面      | 快盗ルビイ                                       | 和田誠                                           | 大滝詠一                                         | 大滝詠一                                         | 2位 (12週)        | SV-9384 VDRS-1097     |
| 26th     | 1988年 10月26日 | B面      | たとえばフォーエバー                             | 和田誠                                           | 和田誠                                           | 八木正生                                         | 2位 (12週)        | SV-9384 VDRS-1097     |
| 27th     | 1989年 5月10日  | A面      | Fade Out                                         | 近田春夫                                         | 近田春夫                                         | 近田春夫                                         | 2位 (9週)         | SV-9422 VDRS-1138     |
| 27th     | 1989年 5月10日  | B面      | 集中できない                                     | 近田春夫                                         | 近田春夫                                         | 近田春夫                                         | 2位 (9週)         | SV-9422 VDRS-1138     |
| 28th     | 1989年 11月1日  | A面      | 学園天国                                         | 阿久悠                                           | 井上忠夫                                         | 野村義男                                         | 3位 (21週)        | SV-9447 VDRS-10008    |
| 28th     | 1989年 11月1日  | B面      | 月は何でも知ってるくせに 知らん顔して輝いている  | 小泉今日子                                       | 高島洋平                                         | ホッピー神山                                     | 3位 (21週)        | SV-9447 VDRS-10008    |
| 1990年代 |                 |          |                                                  |                                                  |                                                  |                                                  |                   |                       |
| 29th     | 1990年 3月1日   | 01       | 見逃してくれよ!                                  | 活発委員会                                       | 加藤英彦                                         | 福田裕彦                                         | 1位 (13週)        | VIDL-10011            |
| 29th     | 1990年 3月1日   | 02       | クノール「カップスープ」名作CMスーパーリミックス | クノール「カップスープ」名作CMスーパーリミックス | クノール「カップスープ」名作CMスーパーリミックス | クノール「カップスープ」名作CMスーパーリミックス | 1位 (13週)        | VIDL-10011            |
| 30th     | 1990年 6月21日  | 01       | La La La…                                        | 小泉今日子                                       | 藤原ヒロシ / 屋敷豪太                            | 藤原ヒロシ / 屋敷豪太                            | 10位 (7週)        | VIDL-10033            |
| 30th     | 1990年 6月21日  | 04       | ドライヴ                                         | 小泉今日子                                       | 藤原ヒロシ / 屋敷豪太                            | 藤原ヒロシ / 屋敷豪太                            | 10位 (7週)        | VIDL-10033            |
| 31st     | 1990年 9月21日  | 01       | 丘を越えて                                       | 小泉今日子                                       | 林昌幸 青木達之                                  | 東京スカパラダイス オーケストラ                  | 10位 (9週)        | VIDL-10063            |
| 31st     | 1990年 9月21日  | 03       | No No No                                         | 小泉今日子                                       | 藤原ヒロシ / 屋敷豪太                            | 藤原ヒロシ / 屋敷豪太                            | 10位 (9週)        | VIDL-10063            |
| 32nd     | 1991年 5月21日  | 01       | あなたに会えてよかった                           | 小泉今日子                                       | 小林武史                                         | 小林武史                                         | 1位 (32週)        | VIDL-10123            |
| 32nd     | 1991年 5月21日  | 02       | 最後のKiss                                       | 小泉今日子                                       | EBBY                                             | EBBY                                             | 1位 (32週)        | VIDL-10123            |
| 33rd     | 1992年 6月3日   | 01       | 自分を見つめて                                   | 小泉今日子                                       | EBBY                                             | EBBY 小滝みつる                                  | 4位 (13週)        | VIDL-10248            |
| 33rd     | 1992年 6月3日   | 02       | 1992年、夏                                       | 小泉今日子                                       | 佐橋佳幸                                         | 佐橋佳幸                                         | 4位 (13週)        | VIDL-10248            |
| 34th     | 1993年 2月3日   | 01       | 優しい雨                                         | 小泉今日子                                       | 鈴木祥子                                         | 白井良明                                         | 2位 (15週)        | VIDL-10317            |
| 34th     | 1993年 2月3日   | 02       | 永遠の友達                                       | 小泉今日子                                       | 大沢誉志幸                                       | 大村雅朗                                         | 2位 (15週)        | VIDL-10317            |
| 35th     | 1994年 2月2日   | 01       | My Sweet Home                                    | 小泉今日子                                       | 小林武史                                         | 小林武史                                         | 4位 (14週)        | VIDL-10493            |
| 35th     | 1994年 2月2日   | 02       | やつらの足音のバラード                           | 園山俊二                                         | かまやつひろし                                   | 藤原浩                                           | 4位 (14週)        | VIDL-10493            |
| 36th     | 1994年 11月14日 | 01       | 月ひとしずく                                     | 井上陽水 奥田民生 小泉今日子                     | 井上陽水 奥田民生                                | 白井良明                                         | 7位 (11週)        | VIDL-10584            |
| 36th     | 1994年 11月14日 | 02       | ルナシーな気分にひかれてる                       | 高木完                                           | 白井良明                                         | 白井良明                                         | 7位 (11週)        | VIDL-10584            |
| 37th     | 1995年 11月1日  | 01       | BEAUTIFUL GIRLS                                  | 小泉今日子                                       | 筒美京平                                         | 宮崎泉 福原まり                                  | 14位 (11週)       | VIDL-10723            |
| 37th     | 1995年 11月1日  | 03       | ガラスの瓶                                       | 小泉今日子                                       | 筒美京平                                         | 宮崎泉 福原まり                                  | 14位 (11週)       | VIDL-10723            |
| 38th     | 1996年 10月23日 | 01       | オトコのコ オンナのコ                            | 小泉今日子                                       | 奥田民生                                         | 菅野よう子                                       | 19位 (4週)        | VIDL-10810            |
| 38th     | 1996年 10月23日 | 02       | 僕の部屋の窓                                     | 小泉今日子                                       | 菅野よう子                                       | 菅野よう子                                       | 19位 (4週)        | VIDL-10810            |
| 39th     | 1998年 10月7日  | 01       | Nobody can, but you                              | 小竹正人 小泉今日子                              | タカツカアキオ 納谷エミコ                        | 高浪敬太郎                                       | 78位 (1週)        | VICL-35037            |
| 39th     | 1998年 10月7日  | 02       | A beginning day                                  | 田中花乃                                         | 田中花乃                                         | 田中花乃                                         | 78位 (1週)        | VICL-35037            |
| 40th     | 1999年 8月4日   | 01       | for my life                                      | 小泉今日子                                       | 菅野よう子                                       | キハラ龍太郎                                     | 33位 (2週)        | VIDL-30449            |
| 40th     | 1999年 8月4日   | 02       | Inner flower                                     | 小泉今日子 キハラ龍太郎                          | キハラ龍太郎                                     | 田中知之                                         | 33位 (2週)        | VIDL-30449            |
| 2010年代 |                 |          |                                                  |                                                  |                                                  |                                                  |                   |                       |
| 41st     | 2013年 7月31日  | 01       | 潮騒のメモリー                                   | 宮藤官九郎                                       | 大友良英 Sachiko M                               | 大友良英                                         | 2位 (25週)        | VICL-36830            |
| 42nd     | 2014年 6月4日   | 01       | T字路                                            | 横山剣                                           | 横山剣                                           | 鈴木正人                                         | 14位 (-)          | VICL-36935            |
| 43rd     | 2025年 6月11日  | 01       | ダンスに間に合う                                 | 高橋一                                           | 思い出野郎Aチーム                                | 鈴木正人                                         | 14位 (-)          | VICL-37780            |

#### 配信限定シングル
1. あたしンちの唄（2005年8月27日）発売当時は「あたし仮面（仮）」名義
2. Innocent Love（2008年11月12日）
3. 虹が消えるまで（2009年1月21日）
4. うちへ帰ろう（2011年2月9日）
5. Innocent Love (FPM 4/4 DUB MIX)（2011年2月9日）
6. 三日月ストレッチ 背すじのばし編（2011年2月9日）
7. 三日月ストレッチ 腰ほぐし編（2011年2月9日）
8. 100%（2012年9月5日）
9. 連れてってファンタァジェン（セルフカバーバージョン）（2020年8月14日）
10. 夏のタイムマシーン1982-2022（2022年2月18日）
11. Structure Of Romance (feat. Kyoko Koizumi)（2023年2月15日）

#### その他のシングル
1. 夏のタイムマシーン（1988年7月6日）※3曲入りのCD

### アルバム

#### オリジナル・アルバム
1. マイ・ファンタジー（1982年8月21日）
2. 詩色の季節（1982年12月16日）
3. Breezing（1983年7月5日）
4. WHISPER（1983年12月16日）
5. Betty（1984年7月21日）
6. Today's Girl（1985年2月21日）
7. Flapper （1985年7月5日）
8. 今日子の清く楽しく美しく（1986年2月21日）
9. Liar（1986年7月23日）
10. Hippies（1987年3月5日）
11. Phantasien（1987年7月21日）
12. BEAT POP（1988年4月5日）
13. ナツメロ（1988年12月17日）
14. KOIZUMI IN THE HOUSE（1989年5月21日）
15. No.17（1990年7月21日）
16. afropia（1991年7月26日）
17. Bambinater - KOIZUMIX PRODUCTION名義（1992年12月16日）※ミニアルバム
18. TRAVEL ROCK（1993年11月21日）
19. オトコのコ オンナのコ（1996年11月21日）
20. KYO→（1998年10月7日）
21. Inner Beauty（1999年5月21日）※ミニアルバム
22. KYO→2 〜Anniversary Song〜（2001年2月21日）※ミニアルバム
23. 厚木I.C.（2003年4月23日）
24. Nice Middle（2008年11月26日）
25. Koizumi Chansonnier（2012年10月24日）

##### 紙ジャケット再発盤
1. マイ・ファンタジー+2（2007年7月25日）
2. 詩色の季節+1（2007年7月25日）
3. Breezing+2（2007年7月25日）
4. WHISPER+2（2007年7月25日）
5. Betty+5（2007年7月25日）
6. Today's Girl+7（2007年7月25日）
7. Flapper+3（2007年7月25日）
8. 今日子の清く楽しく美しく+2（2007年7月25日）
9. Liar+2（2007年7月25日）
10. Hippies+2（2007年7月25日）
11. Phantasien+2（2007年8月22日）
12. Ballad Classics+1（2007年8月22日）
13. BEAT POP+3／KOIZUMI KYOKO SUPER SESSION（2007年8月22日）
14. ナツメロ+4（2007年8月22日）
15. Best Of Kyong King+3（2007年8月22日）
16. KOIZUMI IN THE HOUSE+2（2007年8月22日）
17. Ballad Classics II+1（2007年8月22日）

#### ベスト・アルバム
1. SUPER BEST THANK YOU KYOKO（1983年11月21日）※カセットテープのみ
2. Absolute Best For CD（1984年7月5日）※CDのみ
3. Celebration（1984年12月5日）
4. Do You Love Me Kyoko Koizumi Best（1985年12月25日）※CD・カセットテープのみ（2013年3月26日に配信）
5. ザ・ベスト（1986年12月16日）
6. Ballad Classics（1987年12月1日）
7. CD FILE 小泉今日子 VOL.1（1987年12月16日）
8. CD FILE 小泉今日子 VOL.2（1987年12月16日）
9. CD FILE 小泉今日子 VOL.3（1987年12月16日）
10. Best Of Kyong King（1988年12月17日）
11. CD FILE 小泉今日子 VOL.4（1989年3月21日）
12. Ballad Classics II（1989年12月16日）
13. K2 Best Seller（1992年3月21日）
14. anytime（1994年12月1日）
15. KYON3 〜KOIZUMI THE GREAT 51（2002年12月18日）
16. K25 〜KYOKO KOIZUMI ALL TIME BEST〜（2007年3月21日）
17. Kyon30〜なんてったって30年!〜（2012年3月21日）
18. コイズミクロニクル〜コンプリートシングルベスト 1982-2017〜（2017年5月17日）
19. Ballad Classics III（2024年9月25日）

#### 配信アルバム
1. 裏K25 〜KOIZUMI KYOKO ALL TIME BEST 19→38〜（2008年2月13日）
2. KP20 〜89-08 RARE & MORE COLLECTION〜（2008年10月8日）
3. Live Session (iTunes Exclusive)（2009年12月16日）
4. Kyon30 extra（2012年3月21日）
5. KOIZUMI 3D（2022年2月18日）※Apple Music限定
6. 恋のブギ・ウギ・トレイン（2024年10月25日）

#### レコード
1. KOIZUMIX PRODUCTION I（1990年7月21日）（2013年3月26日に配信）
2. KOIZUMIX PRODUCTION II（1990年7月21日）（2013年3月26日に配信）
3. KOIZUMIX PRODUCTION III（1990年7月21日）（2013年3月26日に配信）
4. HIROSHI FUJIWARA REMIX（1991年11月21日）（2013年3月26日に配信）
5. DUB MASTER X REMIX（1991年11月21日）（2013年3月26日に配信）
6. OTO REMIX（1991年11月21日）（2013年3月26日に配信）
7. KOIZUMIX PRODUCTION VOL.1 (N.Y. REMIX OF BAMBINATER)（1993年4月7日）（2013年3月26日に配信）
8. KOIZUMIX PRODUCTION VOL.2 (LONDON REMIX OF BAMBINATER)（1993年4月7日）（2013年3月26日に配信）
9. REMIX TRAVEL ROCK（1994年1月21日）（2013年3月26日に配信）
10. KOIZUMIX PRODUCTION 89 - 99 VINYL COLLECTION（1998年12月19日）
11. drivin' nite；goin' on（1999年4月21日）
12. 7inch BOX Missドーナツ（2023年9月20日）
13. 恋のブギ・ウギ・トレイン（2024年10月26日）

#### その他のアルバム
1. SEPARATION KYOKO（1983年9月5日）※カセットテープのみ（2013年3月26日に配信）
2. Kyon Kyon倶楽部（1984年3月5日）※カセットテープのみ（2013年3月26日に配信）
3. Melodies 〜Kyoko Koizumi Song Book（1985年8月21日）※器楽曲
4. Ballad Classics "Off Vocal" Special（1988年1月21日）※器楽曲
5. Fade Out Super Remix Tracks（1989年7月28日）※リミックス
6. Super Remix Tracks II（1990年9月5日）※リミックス
7. KYON2「とかげ」を読む。（1993年9月22日）※吉本ばななの小説の朗読
8. MASTER MIX PARTY - Koizumix Production（1993年10月21日）※リミックス
9. 89-99 collection - Koizumix Production（1998年12月19日）※リミックス
10. コラボレーキョン（2011年2月16日）※コラボレーション集
11. 小泉今日子 -Night Tempo presents ザ・昭和グルーヴ（2022年1月19日）
12. KKPP ～TOUR 2022 Live at 中野サンプラザホール～（2022年9月21日）※ライブ・アルバム
13. KKCP 90's〜TOUR 2023 Live at Spotify O-EAST〜（2024年10月23日）※ライブ・アルバム

### 歌手(ポエトリーリーディングを含む)参加楽曲
| 発売日                                 | 商品名                                              | アーティスト         | 楽曲                                               | 備考                                                        |
| -------------------------------------- | --------------------------------------------------- | -------------------- | -------------------------------------------------- | ----------------------------------------------------------- |
| 2003年5月30日                          | film,silence                                        | Nathalie Wise        | 「風越し」                                         | ポエトリーリーディングで参加                                |
| 2004年1月28日                          | 背中                                                | ASA-CHANG&巡礼       | 「背中 feat.小泉今日子」「Parlor feat.小泉今日子」 |                                                             |
| 2004年2月25日                          | 発情                                                | 浜崎貴司             | 「恋サクラビト (featuring小泉今日子)」             |                                                             |
| 2007年7月25日                          | PINK & BLACK                                        | 渡邊忍×小泉今日子    | 「DRAINED CHERRY」                                 | ガールズブランド「Katie」10周年記念コンピレーションアルバム |
| 2008年8月27日『JTK』（2008年12月17日） | グーグーだって猫である オリジナル・サウンドトラック | 小泉今日子&細野晴臣  | 「グッド グッド Good Good」                        | 当映画主題歌                                                |
| 2008年12月17日                         | JTK                                                 | Jazztronik           | 「Click Clock」                                    |                                                             |
| 2010年2月24日                          | Timeless Fly                                        | 久保田利伸           | 「Moondust （poetry reading by Kyoko Koizumi)」    |                                                             |
| 2021年3月17日                          | Duets                                               | 坂本真綾×小泉今日子  | 「ひとつ屋根の下」                                 | 2021年8月4日に7インチシングルカットとしても発売             |
| 2024年3月8日                           | i ai ORIGINAL SOUNDTRACK                            | GEZAN・koizumi kyoko | AUGHOST feat.小泉今日子                            | 映画「i ai」の挿入歌                                        |
| 2024年7月24日                          | エレキテルミー feat. あんみつ姫（小泉今日子）       | レキシ               | エレキテルミー feat. あんみつ姫（小泉今日子）      | 配信シングル                                                |

### ビデオ・DVD・Blu-ray
1. Timeless World（1984年9月5日）
2. ドキュメント〜走り続けるミス・ヒーロー今日子〜（1985年12月25日）
3. コイズミ シネマグラフティ メイキング・オブ「ボクの女に手を出すな」（1986年12月24日）
4. Phantasien（1987年8月1日）
5. CDVスペシャル小泉今日子（1987年11月21日）
6. CDVスペシャル Koizumi 2nd 小泉今日子作品集（1988年4月30日）
7. BEAT TICK CAMP TOUR '88 Vol.1, Vol.2（1988年9月21日）
8. Fade Out 〜KYONGKING HONGKONG（1989年7月5日）
9. National Koizumic Video（1990年8月21日）
10. シング!シング!!シングルズ!!!（1991年2月21日）
11. 改訂版　Koizumic Video（1992年4月21日）
12. 小泉今日子宇宙人説（1992年12月23日）
13. VIDEO TRAVEL ROCK（1993年12月16日）
14. オトコのコ オンナのコ Movies（1996年12月18日）
15. KYOKO KOIZUMI Complete DVD Box Set KYON8（2003年2月21日）
16. K25 〜KOIZUMI KYOKO ALL TIME BEST CLIIPS〜（2008年2月20日）
17. 唄うコイズミさん（2021年12月22日）
18. コイズミエキシビション〜コンプリートビジュアルベスト1982-2022〜（2022年3月21日）
19. KKPP 〜TOUR 2022 Live at 中野サンプラザホール〜（2022年9月21日）
20. KKCP 90's〜TOUR 2023 Live at Spotify O-EAST〜（2024年10月23日）

### 作詞
- 明石家さんま

「FALL IN LOVE」 作曲：高見沢俊彦、編曲：武部聡志
- 市井由理

「恋がしたかった」 作曲・編曲：朝本浩文
「優しいトーン」 作曲・編曲：朝本浩文
- 国本武春

「儚い手紙」 作曲：OTO、編曲：渡辺貴浩・OTO
- 小箱静

「ずっとForever」 作曲・編曲：屋敷豪太
- 観月ありさ

「私は泣かない」 作曲・編曲：大橋好規
- Ram Jam World

「ハダカ」 作曲：朝本浩文
- TANGOS

「革命女神国家」 作曲・編曲：渡辺貴浩
- チャッピー小林と東京ツタンカーメンズ

「砂漠のタイムマシーン〜チャッピー小林と東京ツタンカーメンズのテーマ〜」 作曲：ASA-CHANG　# 作詞はASA-CHANG、小林聡美も担当

### タイアップ
| 楽曲                                               | タイアップ                                                                 |
| -------------------------------------------------- | -------------------------------------------------------------------------- |
| まっ赤な女の子                                     | フジテレビ系ドラマ『あんみつ姫』主題歌                                     |
| クライマックス御一緒に                             | フジテレビ系ドラマ『あんみつ姫』主題歌                                     |
| 風のマジカル                                       | 東宝配給アニメ映画『ドラえもん のび太の魔界大冒険』主題歌                  |
| 迷宮のアンドローラ                                 | 「迷宮のアンドローラ」イメージソング                                       |
| DUNK                                               | 集英社「DUNK」イメージソング                                               |
| The Stardust Memory                                | 日本ヘラルド配給映画『生徒諸君!』主題歌                                    |
| なんてったってアイドル                             | 富士フイルム全自動カメラ「カルディア」CMソング                             |
| なんてったってアイドル                             | SUBARU「ステラ」CMソング                                                   |
| 木枯しに抱かれて                                   | 東映配給映画『ボクの女に手を出すな』主題歌                                 |
| 木枯しに抱かれて                                   | 大塚製薬「ポカリスエット2019」CMソング                                     |
| 水のルージュ                                       | カネボウ'87春のイメージソング                                              |
| GOOD MORNING-CALL                                  | クノール「カップスープ」CMソング                                           |
| は・じ・め・て                                     | NHK「みんなのうた」使用曲                                                  |
| 快力!ヨーデル娘                                    | 三菱電機エアコン「霧ヶ峰」CMソング                                         |
| 快盗ルビイ                                         | 東宝配給映画『快盗ルビイ』主題歌                                           |
| たとえばフォーエバー                               | 東宝配給映画『快盗ルビイ』挿入歌                                           |
| 集中できない                                       | クノールカップスープ'89キャンペーンイメージソング                          |
| 学園天国                                           | フジテレビ系ドラマ『愛しあってるかい!』主題歌                              |
| 見逃してくれよ!                                    | クノール「いいじゃんキャンペーン」CMソング                                 |
| 丘を越えて                                         | マツダ「オートザム・レビュー」CMソング                                     |
| あなたに会えてよかった                             | TBS系ドラマ『パパとなっちゃん』主題歌                                      |
| 自分を見つめて                                     | フジテレビ系『ウッチャンナンチャンのやるならやらねば!』エンディングテーマ  |
| 1992年、夏                                         | キリンビール「ラガービール」CMソング                                       |
| 風になりたい                                       | TBS系ドラマ『ヒマラヤの赤い自転車』メインテーマ                            |
| 優しい雨                                           | TBS系ドラマ『愛するということ』主題歌                                      |
| おやすみ…                                          | 資生堂「SUPER MILD」CMソング                                               |
| My Sweet Home                                      | TBS系ドラマ『スウィート・ホーム』主題歌                                    |
| 月ひとしずく                                       | TBS系ドラマ『僕が彼女に、借金をした理由。』主題歌                          |
| BEAUTIFUL GIRLS                                    | フジテレビ系ドラマ『まだ恋は始まらない』主題歌                             |
| ガラスの瓶                                         | フジテレビ系ドラマ『まだ恋は始まらない』挿入歌                             |
| オトコのコ オンナのコ                              | TBS系『COUNT DOWN TV』のオープニング                                       |
| 深い緑のベルベット                                 | 日本テレビ系『NNNきょうの出来事』のエンディング                            |
| Nobody can, but you                                | キリンビバレッジ「午後の紅茶」CMソング                                     |
| A beginning day                                    | DDI「DION」CMソング                                                        |
| サヨナララ                                         | スズキ「アルト」CMソング                                                   |
| for my life                                        | フジテレビ系ドラマ『恋愛結婚の法則』主題歌                                 |
| あたしンちの唄                                     | テレビ朝日系アニメ『あたしンち』オープニングテーマ                         |
| グッド グッド good good                            | アスミック・エース配給映画『グーグーだって猫である』主題歌                 |
| 虹が消えるまで                                     | 東宝配給映画『ホノカアボーイ』主題歌                                       |
| 三日月ストレッチ 背すじのばし編                    | NHKEテレミニ番組『Eテレ2355』おやすみソング                                |
| 三日月ストレッチ こしほぐし編                      | NHKEテレミニ番組『Eテレ2355』おやすみソング                                |
| うちへ帰ろう                                       | NHKEテレミニ番組『Eテレ2355』おやすみソング                                |
| 100％                                              | ピーチ・ジョン企業CM はたらけ☆女の子編                                     |
| 潮騒のメモリー                                     | NHK連続テレビ小説『あまちゃん』挿入歌                                      |
| T字路                                              | フジテレビ系『続・最後から二番目の恋』劇中歌（中井貴一とのデュエット）     |
| 連れてってファンタァジェン(セルフカバーバージョン) | ノーマンズ・ノーズ配給映画『8日で死んだ怪獣の12日の物語』主題歌            |
| 常夏娘                                             | 大塚製薬「ポカリスエット2021」CMソング                                     |
| AUGHOST feat.小泉今日子                            | 映画「i ai」の挿入歌                                                       |
| ダンスに間に合う                                   | フジテレビ系『続・続・最後から二番目の恋』劇中歌（中井貴一とのデュエット） |

## 出演

### テレビ番組

#### ドラマ

##### NHK
- 大河ドラマ
  - 峠の群像（1982年） - つる 役
  - 武蔵 MUSASHI（2003年） - 吉野太夫 役
  - いだてん〜東京オリムピック噺〜（2019年） - 美津子 役
- 振りむけば春（1990年） - 夢子 役
- 夫についての情報（2000年） - 主演・奈津子 役
- 川、いつか海へ 6つの愛の物語（2003年） - 有田悦子 役
- とんび（2012年） - たえ子 役
- 連続テレビ小説
  - あまちゃん（2013年） - 天野春子 役
- 富士ファミリー（2016年） - ナスミ 役[101][102][103]
  - 富士ファミリー 2017（2017年）
- トットてれび（2016年4月30日 - 6月18日） - 語り（パンダ） 役　※ 声の出演のみ [104]
- 団地のふたり（2024年） - 主演・太田野枝 役[105]

##### 日本テレビ系
- 明日はアタシの風が吹く（1989年） - 主演・アヤ 役
- 瞳に星な女たち（1993年） - 主演・萌子 役
- 私立探偵 濱マイク（2002年） - サキ 役
- すいか（2003年） - 馬場万里子 役（友情出演）
- HiGH&LOW〜THE STORY OF S.W.O.R.D.〜 - 小竹（おだけ）のママ 役
  - Season1（2015年）
  - Season2（2016年）
- スーパーサラリーマン左江内氏（2017年） - 左江内円子 役[106]

##### テレビ朝日系
- あとは寝るだけ（1983年） - なつみ 役
- 女の一生（1985年） - 主演・キク 役
- 女と男と物語 PARTII「白い夜顔」（2003年） - 主演・かすみ 役

##### TBS系
- 少女に何が起ったか （1985年） - 主演・野川雪 役
- おかあさん〜たぬき屋の人々（1985年）- 小梅 役
- 花嫁人形は眠らない（1986年） - 宮本今日子 役
- 今日の日をこそ（1988年）
- 花束（1990年） - 主演・野々宮美智子 役
- パパとなっちゃん（1991年） - 主演・志村夏実 役
- ヒマラヤの赤い自転車（1992年） - 主演・井上衣里香 役
- 愛するということ（1993年） - 月村智美 役
- 僕が彼女に、借金をした理由。 （1994年） - 立花ゆき 役
- 風を聴く日（1995年） - 長沢晶子 役
- メロディ（1997年） - 主演・原サチコ 役
- 終わりのない童話（1998年） - 滝子 役
- カミさんなんかこわくない 第1話（1998年） - ゲスト・真理 役
- 恋を何年休んでますか（2001年） - 主演・小西有子 役
  - 恋を何年休んでますかスペシャル（2002年）
- マンハッタンラブストーリー（2003年） - 赤羽伸子 役
- セーラー服と機関銃（2006年） - 三大寺真由美 役
- ハタチの恋人（2007年） - 沢田絵里 役
- うぬぼれ刑事 第7話（2010年） - 板倉里奈 ／ 福原直美 役（二役）
- 監獄のお姫さま（2017年） - 主演・馬場カヨ 役[107]
- 不適切にもほどがある! 第8話（2024年） - 小泉今日子（本人） 役[108]

##### フジテレビ系
- あんみつ姫シリーズ（1983年 - 1984年） - 主演・あんみつ姫 役
- 藤子不二雄の夢カメラ [4]「第3話 じゃんけんぽん」（1986年3月3日、フジテレビ） - 主演・田所鏡子／田所照子 役（二役）
- 艶歌・旅の終りに（1988年）
- 愛しあってるかい!（1989年） - ヒロイン・椎名吹雪 役
  - 愛しあってるかい!スペシャル（1990年）
- 花迷宮・昭和異人館の女たち （1990年）
- あなただけ見えない（1992年） - 主演・川島恵 役
- 華岡青洲の妻（1992年10月30日）
- チャンス! 第1話（1993年） - ゲスト
- まだ恋は始まらない（1995年） - 主演・神崎茜／お由紀 役（二役）
- 恋愛結婚の法則（1999年） - 主演・中嶋朝子 役
- 黒い十人の女（2002年） - 三雲三輪子 役
- 優しい時間（2005年） - ナース 役
- 最後から二番目の恋（2012年） - 主演・吉野千明 役
  - 最後から二番目の恋　2012秋（2012年）
  - 続・最後から二番目の恋（2014年）
  - 続・続・最後から二番目の恋（2025年）[109]
- 極悪がんぼ 第7話（2014年） - 吉野千明 役
- あの日見た花の名前を僕達はまだ知らない。（2015年） - 宿海塔子 役[110]

##### WOWOW系
- センセイの鞄（2003年） - 主演・大町月子 役
- 贖罪（2012年） - 主演・足立麻子 役
- 川のほとりで（2021年） - ペマ子 役

#### ドキュメンタリー
- HOLY MOUNTAIN（1997年 - 1998年、日本テレビ）
- 地球!ふしぎ大自然（2001年 - 2006年、NHK総合） - 語り
- 高橋克典・小泉今日子の魂の百年物語武士道をゆく（2001年、日本テレビ） - ナレーション
- 終電〜ミッドナイト・ピクニック〜（2010年、NHK総合） - ナレーション
- ザ・ノンフィクション（フジテレビ） - 語り
  - ハナエゆれる　ある家族のゆくえ（2013年6月16日、フジテレビ）
  - 27年ぶりの「運動靴」（2015年7月19日、フジテレビ）
- 『生きると決める　何度でも〜京都・大人たちの想い出草ノート〜』（2015年、NHK Eテレ） - 語り
- 磔磔（たくたく）というライブハウスの話（2020年8月7日、フジテレビ） - ナレーション
- ETV特集「私の欠片と、東京の断片」（2021年9月18日、NHK Eテレ）- 朗読[111]
- 磔磔（たくたく） ライブハウスとコロナの500日（2021年9月28日、フジテレビ） - ナレーション
- ボタニカルを愛でたい（2021年 、フジテレビ） - ナレーション
- 共につくる フレンチシェフと輪島塗塗師（2021年10月23日 、NHK BS1） - ナレーション
- 韓国ドラマ 世界的ヒットの秘密 ～密着 企画制作の現場～（2022年11月2日 、NHK BS4K）- 語り
- 京都・磔磔（たくたく）～酒蔵ライブハウスの50周年（2024年9月8日、BSフジ）- ナレーション

#### その他テレビ番組
- ピンキーパンチ大逆転（1982年、TBS）
- パリンコ学園No.1（1982年10月7日 - 1983年3月31日、TBS）
- 全日本オールスター選抜大運動会（1983年10月、日本テレビ）※会場レポート司会
- 24時間テレビ 「愛は地球を救う」（1985年8月24日 - 25日、日本テレビ)
- ザ・サンデー -THE SUNDAY-（1986年10月 - 1987年3月、フジテレビ）※初となるレギュラーMC担当
- Audition House（オーディション・ハウス）（1986年11月 - 1987年3月）※初となるレギュラートーク番組
- ゆく年くる年 (民間放送テレビ)（1986年12月31日 - 1987年1月1日、民放各テレビ局(制作局はTBS))
- 加トちゃんケンちゃんファンタジーワールド（1989年、TBS）
- とんねるずのみなさんのおかげです（フジテレビ）
- ウッチャンナンチャンのやるならやらねば!（フジテレビ）
- 小泉今日子&中山美穂 二人は楽園ハンター!!（1999年5月23日、日本テレビ）
- 世界わくわくエンターテイメントシティー「小泉今日子　プラハの旅」〜もうひとつの映画の都を訪ねて〜（2001年4月3日、NHK BS2）
- 小泉今日子の世界旅行研究所イン楽園タヒチ（2001年7月15日、日本テレビ）
- SAVE THE FUTURE・エコレゾTV（NHK）
- ショコラ（日本テレビ）
- ネオコラ!東京環境会議（フジテレビ）
- Eテレ0655・Eテレ2355（NHK教育テレビジョン）
- 旅嬢ヂカラ（2011年1月3日、テレビ東京）
- 世界は言葉でできている（2012年、フジテレビ）
- 鶴瓶の家族に乾杯（2013年6月、NHK）
- 今夜あの場所で（2013年9月24日、日本テレビ）
- コトバのお年玉〜薬師丸ひろ子×小泉今日子×有働由美子の初夢トーク〜（2016年1月1日、NHK）
- 小泉今日子　50歳　ニューヨーク（2016年1月3日、テレビ朝日）
- PARK（2016年12月22日 ~　、フジテレビオンデマンド）
- マイ・ラスト・ソング 〜人生の最後に聴きたい歌は〜（2018年3月28日、NHK総合） - 進行役・朗読
- 我が心の大滝詠一（2021年4月24日、NHK BS4K）[112]
- おやすみ日本（2021年10月2日、NHK）
- NHK MUSIC SPECIAL×小泉今日子（2022年3月10日、NHK総合）
- 小泉今日子40周年スペシャル（2022年3月31日、NHK BS8K）
- 小泉今日子TOUR2022 KKPP（KYOKO KOIZUMI POP PARTY）（2022年5月28日、WOWOW）
- KKCP 90’s 〜KYOKO KOIZUMI CLUB PARTY 2023〜（2024年9月1日、U-NEXT）
- オフライン ラブ（2025年、Netflix）

### 配信ドラマ
- First Love 初恋（2022年11月24日配信開始、Netflix） - 野口幾波子 役[113]
- 愛のあとにくるもの（2024年10月11日配信開始、Amazon Prime Video） - しづ子 役

### 映画
- 十階のモスキート（1983年、ATG） - RIE 役
- 生徒諸君!（1984年、日本ヘラルド） - 主演・北城尚子 / 北城真理子 役（二役）
- ボクの女に手を出すな（1986年、東映） - 主演・黒田ひとみ 役
- 子猫物語（1986年、東宝） - 詩の朗読
- 快盗ルビイ[1]（1988年、東宝） - 主演・加藤留美 役
- 稲村ジェーン（1990年、東宝） - 退院する患者 役
- 超少女REIKO（1991年、東宝） - 藤沢教諭 役
- 病は気から 病院へ行こう2（1992年、東映） - 主演・安雲祐子 役
- 虹をつかむ男・南国奮斗篇（1997年、松竹） - 祝節子 役
- 踊る大捜査線シリーズ - 日向真奈美 役
  - 踊る大捜査線 THE MOVIE（1998年、東宝）
  - 踊る大捜査線 THE MOVIE3 ヤツらを解放せよ!（2010年、東宝）
  - 室井慎次 生き続ける者（2024年、東宝）[114]
- 共犯者（1999年、東映） - 主演・安田聡美 役
- 風花（2001年、シネカノン） - 主演・冨田ゆり子 役
- 陰陽師（2001年、東宝） - 青音 役
- 青い春（2002年、ゼアリズエンタープライズ） - さぼーる 役
- ロッカーズ ROCKERS（2003年、ギャガ・コミュニケーションズ）
- 照明熊谷学校（2004年、フェローピクチャーズ） - ナレーション
- SURVIVE STYLE5+「自信過剰なCMプランナーと、人気催眠術師」（2004年、東宝） - 主演・洋子 役
- 空中庭園（2005年、アスミック・エース） - 主演・京橋絵里子 役
- 雪に願うこと（2006年、ビターズ・エンド） - 田中晴子 役
- 涙そうそう（2006年、東宝） - 新垣光江 役
- 映画監督って何だ!（2006年、マジックアワー） - 主演・女弁士 役
- LOVE MY LIFE（2006年、トライネットエンタテインメント=タキ・コーポレーション） - いちこのママ 役
- ユメ十夜・第一夜（2007年、日活） - 主演・ツグミ 役
- さくらん（2007年、アスミック・エース） - お蘭 役
- 東京タワー 〜オカンとボクと、時々、オトン〜（2007年、松竹） - 不動産屋の事務員 役
- やじきた道中 てれすこ（2007年、松竹） - お喜乃 役
- 転々（2007年、スタイルジャム） - 麻紀子 役
- グーグーだって猫である（2008年、アスミック・エース） - 主演・小島麻子 役
- トウキョウソナタ（2008年、ピックス） - 主演・佐々木恵 役
- The ショートフィルムズ／みんな、はじめはコドモだった「ダイコン〜ダイニングテーブルのコンテンポラリー〜」（2008年、リトルバード） - 主演
- 劇場版ムーミン パペット・アニメーション〜ムーミン谷の夏まつり〜（2009年、アスミック・エース） - ナレーション
- マザーウォーター（2010年、スールキートス） - タカコ 役
- サビ男サビ女「せびろやしき」（2011年、ニューシネマワークショップ） - 主演・岡田真弓 役
- 毎日かあさん（2011年、松竹） - 主演・サイバラリエコ 役
- 贖罪 インターナショナル版（2012年、WOWOW） - 主演・足立麻子 役
- つやのよる ある愛に関わった、女たちの物語（2013年、東映） - 石田環希 役
- リアル〜完全なる首長竜の日〜（2013年、東宝） - 藤田真紀子 役
- ふきげんな過去（2016年、東京テアトル） - 主演・未来子 役（二階堂ふみとW主演）[115]
- お江戸のキャンディー2 ロワゾー・ドゥ・パラディ（天国の鳥）篇（2017年、トリウッドスタジオプロジェクト） - ナレーション
- 散歩する侵略者（2017年、松竹・日活） - 医者 役
- ピース・ニッポン（2018年、ファントム・フィルム） - ナレーション
- 食べる女（2018年、東映） - 主役・餅月敦子 役[116]
- 美術監督ってなんだ？（2020年、日本映画・テレビ美術監督協会） - ナレーション
- プラネティスト（2020年、IMAGINATION） - ナレーション
- ドキュメント サニーデイ・サービス（2023年、SPACE SHOWER FILMS） - ナレーション
- 夢見る校長先生（2023年、まほろばスタジオ） - ナレーション
- UMAMI（2023年）
- PLASTIC（2023年、boid、コピアポア・フィルム）[117]
- 映画の朝ごはん（2023年、ジャンゴフィルム） - ナレーション
- 漫才協会 THE MOVIE ～舞台の上の懲りない面々～ （2024年、KADOKAWA）- ナレーション
- i ai（2024年、パルコ）- 店長　役[118]
- とりつくしま（2024年、ENBUゼミナール） - とりつくしま係[119]、題字
- 碁盤斬り（2024年、キノフィルムズ） - お庚 役[120]
- Viva Niki タロット・ガーデンへの道（2024年、ミモザフィルムズ） - ナレーション
- 海の沈黙（2024年、ハピネットファントム・スタジオ） - 田村安奈 役[121]

### 吹き替え
- グローイング・アップ/ラスト・バージン（1983年7月6日、フジテレビ系「ゴールデン洋画劇場」） - カレン（ダイアン・フランクリン） 役

### NHK紅白歌合戦出場歴
| 年度/放送回               | 回       | 曲目                   | 出演順 | 対戦相手     | 備考 |
| ------------------------- | -------- | ---------------------- | ------ | ------------ | --- |
| 1984年（昭和59年）/第35回 | 初       | 渚のはいから人魚       | 10/20  | チェッカーズ | |
| 1985年（昭和60年）/第36回 | 2        | なんてったってアイドル | 04/20  | チェッカーズ | |
| 1986年（昭和61年）/第37回 | 3        | 夜明けのMEW            | 03/20  | 三波春夫     | |
| 1987年（昭和62年）/第38回 | 4        | 木枯しに抱かれて       | 08/20  | 近藤真彦     | |
| 1988年（昭和63年）/第39回 | 5        | 快盗ルビイ             | 05/21  | チェッカーズ | |
| 2013年（平成25年）/第64回 | 特別企画 | 潮騒のメモリー         | -      | -            | 企画コーナー出演。「あまちゃん特別編」に出演して天野春子役を演じ、同名義で「潮騒のメモリー」の2番だけを歌う。 |

注意点
- 対戦相手の歌手名の( )内の数字はその歌手との対戦回数、備考のトリ等の次にある( )はトリ等を務めた回数を表す。
- 出演順は「（出演順）／（出場者数）」で表す。

### ラジオ番組
- るんるんナイト 松宮一彦ワオ!（1982年 - 1983年、TBSラジオ） - 火曜パートナー
- キョンキョンワールド→キョンキョンランド（1983年、文化放送『吉田照美のてるてるワイド』内）
- 所ジョージと小泉今日子の おしゃれのれ!（1984年 - 1986年、TBSラジオ『進め!おもしろバホバホ隊』内）
- 小泉今日子 おきょんな夜だから（1985年 - 1986年、ニッポン放送）
- KYON²話がE（1985年 - 1986年、文化放送）
- 小泉今日子のオールナイトニッポン （1986年 - 1988年、2007年・2012年・2017年・2023年・2025年（ニッポン放送）[5]
- KOIZUMI IN MOTION（1989年 - 1992年、TOKYO FM）[8][9]
- 小泉今日子のstar radio（2008年、FM NACK5）
- 小泉今日子のNice Middle Stories Special（2009年、TOKYO FM）
- KOIZUMI IN MOTION 2010（2010年、TOKYO FM）[122]
- ラジオドラマ「想像ラジオ」（2014年3月9日、ニッポン放送）
- YELLOW APARTMENT, A BLACK CAT～小泉今日子、原宿ストーリー（2016年4月29日、J-WAVE）
- ラジオドラマ「明るい夜に出かけて」（2018年4月16日、ニッポン放送）
- ラジオワールド「あなたとラジオと音楽と」（2020年6月21日、TBSラジオ）[123]
- TOKYO M.A.A.D SPIN（2021年10月28日 -、J-WAVE）
- 子ども食堂 いただきます!（2022年、NHKラジオ第1）
- サステバ（2024年4月6日 -、TBSラジオ）
- Light up!60（2025年8月20日（予定）、TBSラジオ）

### 舞台
- 紙のドレスを燃やす夜（1997年）[19]
- 隠れる女（2000年）
- おかしな二人・女編（2002年）
- シブヤから遠く離れて（2004年、2016年） - マリー 役
- エドモンド（2005年）
- 労働者M（2006年）
- 禿禿祭（2007年）
- 恋する妊婦（2008年）
- チェロを弾く女（2008年）
- 楽屋〜流れ去るものはやがてなつかしき〜（2009年）
- 高き彼物（2009年）
- At Home At The Zoo（2010年）
- トップ・ガールズ（2011年）
- マイ・ラスト・ソング（2008年 - 2013年、2015年 - 2016年、2018年、2020年、2023年、2025年）
- 朗読劇『宮沢賢治が伝えること』（2012年）
- 頭痛肩こり樋口一葉（2013年）
- シダの群れ 第三弾 港の女歌手編（2013年）
- フタゴの女（2014年）
- いやおうなしに（2015年）
- 草枕（2015年）
- 家庭内失踪（2016年） - 雪子 役[124]
- 明後日プロデュースVol.1『日の本一の大悪党』（2016年） - お岩 役 ※ 演出・プロデュースも担当 [27]
- 毒おんな（2018年）
- お蘭、登場（2018年）
- 劇場の灯を消すな!「特ダネ!皆川スポーツ in 演劇とパンケーキの街、下北沢。宮藤官九郎と細川徹責任編集」（2020年）
- asatte FORCE（2020年）
  - 下北沢桃太郎プロジェクト「桃太郎」（2020年10月3日）
  - えほんのろうどく　長田真作さんの本（2020年10月4日）
  - トーク＆ライブ「永遠の西城秀樹を語りあう夕べ」（2020年10月11日）
  - ボイスファクトリーすにぃpresents 「朗読」〜男が描いた女を男が読む・女が読む〜 （アフタートーク「声の秘密と魅力」）（2020年10月12日）
  - わたしの茶の間　沢村貞子の言葉（2020年10月13日）
  - こころ踊らナイト（2020年10月15日）
  - マイ・ラスト・ソング・カジュアル IN シモキタザワ〜久世さんが残してくれた歌〜番外編（2020年10月16日、17日）
  - 「ピエタ」リーディング（2020年10月18日）
- 「小箱と猫」（2020年12月8日）
- 「向こうの果て」（2021年4月23日 - 30日）
- 「ミネオラ･ツインズ ～六場、四つの夢、（最低）六つのウィッグからなるコメディ～」（2022年1月7日 - 31日)
- 阿修羅のごとく（2022年9月 - 10月）
- 「ピエタ」（2023年）
- 「いきなり本読み!in EX THEATER ROPPONGI」（2024年9月3日）[125]
- 「私を探さないで」（2025年10月11日 - 11月23日（予定））[126][127]

### イベント
→黒猫同盟としてのイベントは「黒猫同盟のイベント」を参照
- 皇居1周マラソン大会、第1回ファンの集い（1982年3月28日）
- ファンの集い第1弾（東武デパート屋上）（1982年4月29日）
- ファンの集い第2弾（西武ユネスコ村）（1982年5月30日）
- 消しゴムのない手紙（1983年）
- 出逢いの瞬間（モーメント）（1983年）
- 18歳の誕生パーティー（1984年2月4日）
- concert'84『今日子・NOW・春』（1984年）
- 時計のいらない夏〜Timeless Summer〜（1984年）
- KYON2 PANIC '85〜熱いこころのパフォーマンス〜（1985年）
- KYON2 PANIC '85 小泉ダ…ツアー 〜楽しいことは、いいことだ!!〜（1985年）
- テロ'86 武装アイドルを援護せよ!（1986年）
- GoGo hippies TOUR '87（1987年）
- 小泉今日子一座 '87 夏公演大入り（1987年）
- BEAT TICK CAMP TOUR '88（1988年）
- スクールフェスタ '88 きょーこちゃんまつりヒューヒュー！（1988年）
- 小泉今日子のTOUR'89 スーパーウルトラハード!!（1989年）
- Club Koizumi
  - Club Koizumi Vol.1（1989年7月5日）
  - Club Koizumi Vol.2（1989年7月20日）
  - Club Koizumi Vol.3（インクステック芝浦ファクトリー）（1989年10月14日）
  - Club Koizumi Vol.4（MZA有明）（1990年7月29日）
  - Club Koizumi Vol.5（渋谷DJsバー）（1990年12月1日）
  - Club Koizumi Vol.6（日清パワーステーション）（1991年9月25日）
- 24時間テレビ 「愛は地球を救う」コンサート（1990年8月26日）
- 小泉今日子のTOUR'90 SING!SING!!SINGLES!!!（1990年）
- 小泉今日子のTOUR'91 セクシー・ダイナマイト・ツアー 〜MMK（モテてモテてコマる）作戦〜（1991年）
- クラブ・ツアー「afropia night」（1991年）
- 小泉今日子『ハプニング集会』（1993年）
- 「キリン午後の紅茶」PRESENTS「KYO→LIVE#001」（1998年）
- 「キリン午後の紅茶」PRESENTS Kyoko Koizumi Tour '99（1999年）
- KOIZUMIX100号記念 コイズミックス百科事典（2001年8月5日）
- Space Shower TV Live EX.1（2003年5月30日）
- ARABAKI ROCK FEST.（2003年9月7日）
- Dream Power ジョン・レノン スーパー・ライヴ（2005年10月7日）
- SUMMER SONIC 2008（2008年8月10日）
- 厚木市文化会館開館30周年記念公演音楽劇『リバーソング～永遠のハックルベリィ・フィンたちへ～』（2008年9月6、7日）
- -HOWL- night presented by tadashi mochizuki（2008年11月23日）
- SWITCH ON LIVE 2008（2008年11月27日）
- ZUSHI FES 2009（2009年8月12日）
- RISING SUN ROCK FESTIVAL 2009 in EZO（2009年8月15日）
- MONSTER bash 2009（2009年8月22日）
- コヤブソニック 2009（2009年8月23日）
- 音楽と髭達2009“Way”（2009年8月29日）
- Kスタトークショウ・表参道物語 Vol.17（2009年2月14日）
- CLUB DICTIONARY #1 Organic Lounge（2009年3月30日）
- 第23回東京国際映画祭『映画人、小泉今日子の世界』（2010年10月23日）
- TOKYO No.1 SOUL SET＋Ladies「全て光」ALBUM RELEASE PARTY（2011年2月9日）
- 30周年記念ライブ（2011年）
- コヤブソニック2011 （2011年5月21日）
- 2011 Kyoko Koizumi LIVE EVENT（2011年8月20日）
- 水平線の花火と音楽2（2011年10月22日）
- 忌野清志郎 ロックン・ロール・ショー 日本武道館 Love＆Peace 2012（2012年5月2日）
- Kyoko Koizumi 30th Anniversary Tour2012（2012年）
- SOUND MARINA '12（2012年9月1日）
- 20th Sunset Live 2012 -Love&Unity-（2012年9月2日）
- 氣志團万博2012「房総ロックンロール・オリンピック」（2012年9月16日）
- コヤブソニック2012 （2012年9月26日）
- Koizumi Chansonnier 〜新春シャンソンショー〜（2013年2月9日）
- UEda KENji 50th.BIRTHDAY FESTIVAL〜Female night〜（2015年8月30日）
- 『小泉今日子書評集』刊行記念 小泉今日子 × 市川真人トークショー（2015年11月8日）
- 渡辺えり還暦特別公演『ガーデン〜空の海、風の国〜』アフタートーク（2015年12月19日）
- 小泉今日子エッセイ集『黄色いマンション　黒い猫』刊行記念 J-WAVE公開収録イベント（2016年4月24日）
- いぬねこなかまフェス 2016 〜動物愛護週間に集まろう〜（2016年9月11日）
- いとうせいこうフェス〜デビューアルバム『建設的』30周年祝賀会〜（2016年9月30日）
- 平山秀幸監督上映会トークショー（2016年10月16日）
- ナゴさん、ウエケンさん、あらきさん お友達になって20年!! ほのぼのコンサート（2017年7月1日）
- いぬねこなかまフェス 2017 〜動物愛護週間に集まろう〜（2017年9月18日）
- GOOD NEIGHBORS JAMBOREE 2019 10 YEARS OF HARMONY “明後日”朗読会 Pre yomuyomu「プレ詠む読む」（2019年8月24日）
- ほぼ日曜日PRESENTS 対談の会 わたしの、中の人。 糸井重里と小泉今日子さんの親密な60分。（2020年2月26日）
- ミニシアター・エイドLIVE#ミニシアターと私（2020年5月13日）
- 唄うコイズミさん（2020年8月21日）
- TOKYO DANCE MUSIC WEEK 2020（2020年9月13日）
- 大谷ノブ彦の21世紀総合カルチャー研究室 vol.2（2020年9月17日）
- いぬねこなかまフェス2020 〜動物愛護週間にオンラインで集まろう〜 （2020年9月20日）
- 福山駅前シネマモード　横山名画劇場（オンライン）（2020年12月19日）
- 唄うコイズミさん 筒美京平リスペクト編（2021年3月21日）
- 大塚勇造展小泉今日子トークショー（2021年6月26日）
- いぬねこなかまフェス2021 〜動物愛護週間をオンラインで盛り上げよう〜（2021年9月21日）
- 近田春夫 & ageHa present B.P.M. Syndicate（2021年10月16日）
- 昇太さんとブルースカイさん。SP（2021年11月2,3日）
- しおこうじ 玉井詩織×坂崎幸之助のお台場フォーク村NEXT 第126夜「フォーク村3大アイドルフェスティバル」（2021年11月11日）
- 小泉今日子、K-BOOKを読む、語る（2021年11月21日）
- KYOKO KOIZUMI POP PARTY（2022年）
- エリイ×小泉今日子「記憶を綴ること」『はい、こんにちは--Chim↑Pomエリイの生活と意見』『黄色いマンション　黒い猫』（新潮社）刊行&文庫化記念（2022年4月1日）
- いぬねこなかまウクライナ （2022年6月19日）
- NEIGHBORHOOD PRESENTS HUMUNGUS（2022年7月23日）
- 信州しおじり本の寺子屋10周年記念「本と本屋とわたし」（2022年7月24日）
- 小泉今日子40周年記念展 KKPP AFTER THE PARTY!!（2022年）
  - 『ホントのコイズミさん』公開収録（2022年10月15日）
  - TOKYO M.A.A.D SPIN　公開収録（2022年10月17日）
  - 小泉今日子 TikTok LIVE「KKMP(Kyoko Koizumi Maniac Party)」公開収録（2022年10月23日）
- First Love 初恋 配信記念プレミアイベント（2022年11月21日）
- 満月の夜城朗読会（2022年12月8日）
- 「"ホントに?コイズミさん"トークライブ」（2023年2月26日）
- 小泉今日子 浅草マルベル堂展　トークショー（2023年3月5日）
- 朗読会「詩集『いのちの芽』を読み継ぐ」（2023年4月1日）
- 吉里吉里忌　「井上ひさしさんと私」（2023年4月9日）
- CRAFT SAKE WEEK 2023　TOKYO M.A.A.D SPIN　公開収録（2023年4月30日）
- BAD MORNING! CLUB（2023年9月10日）
- 阿蘇ロックフェスティバル　FIRE　2023（2023年9月30日）
- The Night Tempo Show - Neo Standard（2023年9月11日）
- J-WAVE INNOVATION WORLD FESTA 2023（2023年10月15日）
- THE GREAT SATSUMANIAN HESTIVAL 2023（2023年10月21日）
- 〈Vermeerist BEAMS〉20th ANNIVERSARY PARTY（2023年10月24日）
- 「これから、ひとりでどう暮らそう?」『50代で一足遅れてフェミニズムを知った私がひとりで安心して暮らしていくために考えた身近な政治のこと』刊行記念（2023年10月28日）
- KYOKO KOIZUMI CLUB PARTY 90's（2023年）
- KYOTO BOOK SUMMIT「『ピエタ』のこと、『本の未来』のこと」（2023年11月9日）
- 「"ホントに?コイズミさん"トークライブ Vol.2」（2023年11月16日）
- 『風花』アフタートークイベント（2023年12月25日）
- BAD MORNING! CLUB -新年会スペシャル-（2024年1月14日）
- 「週刊文春WOMAN」創刊5周年 &『BLANK PAGE 空っぽを満たす旅』刊行記念 内田也哉子×小泉今日子トークイベント"人生に訪れる喪失と、人と出会うことについて"（2024年1月22日）
- 浅田美代子 50th Anniversary〜清水ミッちゃん頼みの50周年〜（2024年2月15日）
- 「"ホントに?コイズミさん"トークライブ Vol.3」（2024年2月24日）
- 映画「i ai」公開記念特別LIVE（2024年3月9日）
- 「自分の歌を歌おう、社会について語り合おう」『おれの歌を止めるな　ジャニーズ問題とエンターテインメントの未来』（講談社） 刊行記念（2024年3月15日）
- 浜崎貴司GACHIスペシャル in 国宝松江城2024（2024年3月20日）
- 「地球を笑顔にするWEEK」サステバ presents 「もしものときにも使える!」ロープワーク教室（2024年5月3日）
- 第2回横浜国際映画祭 レッドカーペット登壇（2024年5月4日）
- 「トリオ・ザ・ピエタ　トークと朗読と音楽と」（2024年5月11日）
- SMA 50th Anniversary presents 真心ブラザーズ『六本木フォーク村』（2024年6月5日）
- JOIN ALIVE 2024（2024年7月14日）
- 近田春夫×小泉今日子プロデュース BAD MORNING! CLUB vol.3（2024年9月8日）
- 朝霧JAM '24（2024年10月12日）
- KYOKO KOIZUMI TOUR 2024 BALLAD CLASSICS（2024年）
- J-WAVE「TOKYO M.A.A.D SPIN」× DOMMUNE 公開収録（2024年11月15日）
- レキシツアー2024 秋 ～稲穂をまだ振ってる途中でしょうが～（2024年11月19、20日）
- 読売新聞創刊150周年、北海道発刊65周年記念講演会「小泉今日子トークライブ」（2024年11月26日）
- 朗読会「声で届ける向田邦子〜食と猫とテレビと、時々音楽と～」（2024年12月15日）
- 近田春夫×小泉今日子プロデュース BAD MORNING! CLUB vol.4（2025年1月13日）
- Kyoko Koizumi ×Vermeerist BEAMS Special Event（2025年2月8日）
- 東京ヴィンテージガールズ BOOK FES「WEEK BOOK END」（2025年3月29、30日）
- 「解放」トークイベント（2025年4月17日）
- 西森路代×小泉今日子「代田のふたり　〜日本のドラマを語る夜〜」『あらがうドラマ 「わたし」とつながる物語』（303BOOKS）刊行記念（2025年5月1日）
- asatte RALLY（2025年）[128]
  - 「続・こころ踊らナイト」（2025年6月4日）
  - 「明後日課外授業」〜明後日（ミライ）を支える今日の裏方〜<トークイベント>（2025年6月10日）
  - 「あさってさんといっしょ!初めてのイベント!」（2025年6月15日）
  - 「あさってさんと井戸端トーク」（2025年6月15日）
  - 「坂元裕二の残業2」〜大いなる雑談〜（2025年6月20日）
  - 「サステバ」公開収録（2025年6月21日）
  - 「ピエタ」上映会&トークショー（2025年6月21日）
  - tagayas　LIVE（2025年6月22日）
  - ～チャリティーフリーマーケット～（2025年6月26日）
  - 「今日子の部屋の窓」トークイベント（2025年6月26日）
- 『飴も鞭も称賛もいらないby流石』祝初書籍出版記念PARTY×LIVE（2025年6月14日）
- 浜崎貴司 還暦GACHIスペシャル 60祭  2days ～Road to 100～（2025年6月14日）
- 『続・続・最後から二番目の恋』の、最終回先行試写上映会（2025年6月17日）
- 中山美穂 40th Anniversary Concert -Un- ～ P.S. I LOVE YOU ～（2025年6月18日）
- ダブル10周年祝賀!　小泉今日子さんを迎えて–韓国と日本の映像と文学の10年とこれから–（2025年7月12日）
- HIDA TAKAYAMA JAZZ FESTIVAL 2025（2025年7月19日）
- COTTON CLUB 20th Anniversary 岩井俊二 The Music Works 30th Anniversary of "Love Letter"（2025年7月20、21日）
- 小泉今日子×ニャンコロジー　猫学フォーラムSpecial（2025年7月24日）
- KYOKO KOIZUMI US SARITE FAN MEETING 〜スナック想い出〜（2025年）
- 天才パンク少年60年の歩み ウエケン還暦フェス（2025年8月30日）（予定）

### ポッドキャスト
- 小泉今日子のNice Middle 5 Stories（2009年3月）
- ホントのコイズミさん（2021年4月）
- 小泉今日子とYOUのK-POP PARTY（2021年10月）

### TikTok
- KOIZUMI FRIDAY with TikTok（2022年1月21日 - 2月11日）
- KKMP(Kyoko Koizumi Maniac Party)（2022年10月23日）

### Audible
- ピエタ（2024年12月13日）

### CM
- 江崎グリコ
  - 「アーモンド&セシルチョコレート」（1982年）
  - 「アーモンドチョコレート」（1983年 - 1984年）
- 学生援護会「日刊アルバイトニュース」（1983年）
- ライオン「エメロン エチケットシャンプー」（1983年）
- ビクター（現・JVCケンウッド）（1984年）
  - 「CREATION」
  - 「VHD」
  - 「MSXパソコン・io（イオ）」1985年
- 武田薬品工業 「ベンザエース」（1985年 - 1990年）
- ロッテ
  - 「コアラのマーチ」（1985年）
  - 「ガーナミルクチョコレート」（1985年）
  - 「アーモンドヌガーバー」（1987年）
  - 「アーモンドビッグバー」（1989年）
  - 「巨峰ヨーグルト」（1992年）
- 集英社「集英社文庫」（1986年）
- 味の素
  - 「クノールカップスープ」（1986年 - 1994年）
  - 「テイクアウト」（1990年）
  - 「鍋キューブ」（2012年 - ）
- カネボウ化粧品「アクアルージュ」（1987年）
- 三菱電機「霧ヶ峰」（1987年 - 1993年）[129]
- 資生堂
  - 「スーパーマイルドシャンプー&リンス」（1988年 - 1998年）
  - 「エリクシール」（1998年 - 2004年）
  - 「エリクシール・シュペリエル」（2008年 - 2010年）
- 本田技研工業「スタンドアップタクト」（1989年）
- 第一勧業銀行（現・みずほ銀行）「ハートの銀行」（1990年）
- JR東日本（1990年 - 1994年）[130]→本項JR東日本CM詳細参照
- オートザム「レビュー」（1990年）
- キリンビバレッジ「午後の紅茶」（1995年 - 1999年）
- コダック「アドバンティックス」（1995年 - 2002年）
- 新潮社「新潮文庫の100冊」（1996年）
- 第二電電（現・KDDI）「DDI」（1997年 - 2000年）
- スズキ「アルト」（1998年 - 1999年）
- 日立 「毎日使うから、日立。（家電シリーズ）」（1999年）
- サンヨー食品 「サッポロ一番どんぶり」（2000年）
- キリンビール
  - 「キリンラガー」（1990年）
  - 「酔茶チューハイ」（2004年）
  - 「キリンフリー」（2013年 - ）
- サントリー
  - 「フルーツアップ」（1986年）
  - 「マグナムドライ」（2001年）
  - 「DAKARA」（2006年）
- スバル「ステラ」 （ナレーション）（2006年）
- サッポロビール
  - 「ヱビスビール」（2009年）
  - 「シルクヱビス」（2009年）
- ピックス「ミルク」（2009年） - ナレーション
- 明治
  - 旧・明治製菓「明治ミルクチョコレート」（2009年 - 2011年）
  - 旧・明治乳業「明治北海道十勝スマートチーズ」（2009年 - 2011年）
- 富士フイルム
  - 「カルディア」（1984年）
  - 「タンデム」（1985年）
  - ヘルスケア ラボラトリー「ASTALIFT」（2011年 - 2013年）
  - 「お正月を写そう♪2012」（2011年 - 2012年）
  - 「お正月を写そう♪2013」（2012年 - 2013年）
- ハイアールアクアセールス「AQUAデビュー編」ほか（2012年 - ）
- 野村不動産 「Tokyoイゴコチ研究所」（2013年 - ）
- 明治安田生命
  - 「しあわせカフェ」篇（2013年）[131]
  - 「うさりんとかめろんの歌」篇（2014年）[132]
  - 「進化する保険 ベストスタイル誕生」篇（2014年）[133]
  - 「ベストスタイル あなたのスタイル」篇（2014年）[134]
- コーセー
  - ELSIA 「エルシア 明るい顔」篇（2014年）[135]
  - ELSIA 「エルシア かわいい口紅」篇（2014年）[136]
  - ELSIA 「エルシア 明るい目もと」篇（2015年）[137]
  - ELSIA 「ナイスカバー、エルシア」篇（2016年）
  - 「Tokyo Seven Days」篇（2016年）
  - ELSIA 「上げていこう」篇（2016年）
  - ELSIA 「ポンポンBB」篇（2016年）
  - ELSIA 「大人の欲張ルージュ」篇（2017年）
- ソフトバンク
  - SoftBank 「MOON RIVER」篇（2015年）[138]
- 明星食品「チャルメラ」（2016年）[139]

#### JR東日本CM詳細
1990年
- もっともっと!（ダイヤ改正）
- もっとディズニーランド（ダイヤ改正）
- もっと新幹線（ダイヤ改正、やまびこ・あさひ増発）
- 素敵な場所
- 素敵な乗り物
- 白銀は招くよ（ガーラ湯沢スキー場オープン）
- 白い恋人たち（ガーラ湯沢駅開業）

1991年
- ジャンジャカジャーン（ダイヤ改正）
- 乗ってちょーライナー（成田エクスプレス開通）
- ステップ（東北新幹線東京駅開業）

1992年
- ふるさとは遠くにあらず（かがやき本数増便）
- ダイヤとはなんぞや（ダイヤ改正）
- ある部屋（ダイヤ改正）
- 花笠音頭（東京 - 山形のりかえなし直通）

1993年
- 文字のコンポジション（ダイヤ改正）
- 電車が走る（時差通勤）
- 夏に歌えば（房総ビューエクスプレス）

1994年
- ダイヤ改正デラックス
- オール2階建て新幹線Max（東北・上越新幹線に登場）

### 音声ガイド
- 国立新美術館「大回顧展 モネ〜印象派の巨匠、その遺産〜」（2007年）

## 企画制作・プロデュース

### 映画
- 『ソワレ』（2020年8月28日公開、外山文治監督）※ アソシエイトプロデューサー[140]

### 舞台
- 『日の本一の大悪党』（2016年）※ プロデュースと演出、出演[7][141]
- 『芝居噺「名人長二」』（2017年）
- 『またここか』（2018年）
- 『後家安とその妹』（2019年）
- 『asatte FORCE』（2020年）[7]
- 『青空は後悔の証し』（2022年）
- 『ピエタ（大島真寿美著）』（2023年7月27日 - 8月6日、本多劇場）[142][143]

### 音楽舞台
- 『マイ・ラスト・ソング〜久世さんが残してくれた歌〜』（2008年 - ）

### その他
- 脚本家・坂元裕二と俳優・満島ひかりによる朗読劇『詠む読む』[7][12]（2019年、海老名[144]、沖縄、広島、愛媛、高知で公演[145]）
- 音楽発掘イベント『GO→TO』（2016年 - ）[7]
- 無観客配信ライヴ『唄うコイズミさん』（2020年）、『唄うコイズミさん 筒美京平リスペクト編』（2021年）[7]

## 著作
- 微笑少女（1982年、ワニブックス）
- 人生らしいね（吉見佑子との共著、1988年、マガジンハウス「Oliveの本」）
- パンダのan・an（1997年、マガジンハウス / 2009年、マガジンハウス文庫）
- 小泉今日子→往復書簡←こぐれひでこ（こぐれひでことの共著、2003年、SSコミュニケーションズ）
- 小泉今日子の半径100m（2006年、宝島社 / 2007年、宝島社文庫）
- 小泉今日子実行委員会（大人女子実行委員会との共著、2010年、宝島社）
- 原宿百景（2010年7月23日、スイッチ・パブリッシング「SWITCH LIBRARY」）ISBN 978-4884182946
- 小雨日記（2011年4月22日、角川マーケティング）ISBN　978-4047318380
- 小泉今日子書評集（2015年10月23日、中央公論新社）ISBN 978-4120047794
- 黄色いマンション 黒い猫（2016年4月15日、スイッチ・パブリッシング「SWITCH LIBRARY」）ISBN　978-4884184483 - 第33回講談社エッセイ賞受賞[146]
- 小泉放談（2017年12月6日、宝島社文庫）ISBN 978-4-8002-7669-8
- 厚木時間（フリーペーパー）（vol.65、2021年12月15日、株式会社日本デジタルワークス）表紙に写真掲載。p.16-17に厚木市内の店でのインタビュー記事が掲載[147]。（vol.66、2022年2月15日、株式会社日本デジタルワークス）表紙に写真掲載。p.16-17に厚木市内の店でのインタビュー記事が掲載[148]。
- ホントのコイズミさん YOUTH（2022年12月5日）ISBN 978-4-909926-19-7
- ホントのコイズミさん WANDERING（2023年7月7日）ISBN 978-4-909926-24-1
- 別冊太陽スペシャル 小泉今日子 そして、今日のわたし（2023年11月1日）ISBN 978-4-582-94624-6
- ホントのコイズミさん NARRATIVE（2024年2月5日）ISBN 978-4-909926-31-9
- 庭の花が咲いたのは（2025年3月29日、東京ヴィンテージガールズ「BOOKS JUICY」)

## 写真集
- 明星特別編集 わたし今日子（1983年、集英社）
- 小泉今日子写真集 デラックス近代映画（1984年、近代映画社）
- ARENA37℃臨時増刊 永久大切版・高級写真集 小泉記念鑑（1986年、音楽専科社）
- 裏小泉-小泉今日子無責任編集（1992年、ワニブックス）

## ファンクラブ会報誌
- 紙ひこうき(No.1 - No.23)（1982年 - 1985年）
- 小泉クリニック(No.24 - No.64)（1985年 - 1993年）
- 今日新聞(No.65 - No.94)（1993年 - 2000年）
- KOIZUMIX PRODUCTION(No.95 - No.105)（2000年 - 2002年）
- KP KOIZUMIX PRODUCTION(No.106 - No.143)（2002年 - 2011年）

## 受賞歴

### 音楽（受賞歴）
- 第15回新宿音楽祭 金賞（「ひとり街角」）（1982年）
- 第12回銀座音楽祭 金賞（「ひとり街角」）（1982年）
- 第9回FNS歌謡祭 優秀新人賞（「ひとり街角」）（1982年）
- 第13回日本歌謡大賞 放送音楽新人賞（「ひとり街角」）（1982年）
- 第8回日本テレビ音楽祭 新人賞・最優秀新人賞（「素敵なラブリーボーイ」）（1982年）
- 第25回日本レコード大賞 ゴールデン・アイドル賞（「艶姿ナミダ娘」）（1983年）
- 第10回日本テレビ音楽祭 トップアイドル賞（「ヤマトナデシコ七変化」）（1984年）
- 第22回ゴールデン・アロー賞 グラフ賞（「The Stardust Memory」）（1984年）
- 第27回日本レコード大賞 優秀アルバム賞（「Today's Girl」）（1985年）
- 第15回東京音楽祭 外国審査員団賞（「なんてったってアイドル」）（1985年）
- 第20回日本レコードセールス大賞 シングル部門・シルバー賞（1987年）
- 第33回日本レコード大賞 作詩賞（「あなたに会えてよかった」）（1991年）
- 第33回日本レコード大賞 ゴールド・ディスク賞（「あなたに会えてよかった」）（1991年）
- 第9回日本ゴールドディスク大賞 歌謡曲・アイドル部門（「anytime」）（1995年）
- 第78回ザテレビジョンドラマアカデミー賞 ドラマソング賞（「潮騒のメモリー」）（天野春子（小泉今日子）名義、『あまちゃん』）（2013年7 - 9月）[149]

### 出演（受賞歴）
- 第43回毎日映画コンクール 女優主演賞（『快盗ルビイ』）（1988年）
- 第3回高崎映画祭 主演女優賞（『快盗ルビイ』）（1988年）
- 第10回ヨコハマ映画祭 主演女優賞（『快盗ルビイ』）（1988年）
- 第24回おおさか映画祭 助演女優賞（『踊る大捜査線 THE MOVIE』）（1998年）
- 第26回報知映画賞 主演女優賞（『風花』）（2001年）
- 第25回日本アカデミー賞 優秀主演女優賞（『風花』）（2001年）
- 第25回日本アカデミー賞 優秀助演女優賞（『陰陽師』）（2001年）
- 第39回ザテレビジョンドラマアカデミー賞 助演女優賞（『マンハッタンラブストーリー』）（2003年10-12月）[150]
- 平成15年度（第54回）芸術選奨新人賞 放送部門（『センセイの鞄』、『マンハッタンラブストーリー』、『すいか』）（2004年）
- 第48回ブルーリボン賞 主演女優賞（『空中庭園』）（2005年）[151]
- 第18回日刊スポーツ映画大賞・石原裕次郎賞 主演女優賞（『空中庭園』）（2005年）[152]
- 第20回高崎映画祭 最優秀主演女優賞（『空中庭園』）（2005年）[153]
- 第15回日本映画プロフェッショナル大賞 主演女優賞（『空中庭園』）（2005年）[154]
- 第82回キネマ旬報ベスト・テン 主演女優賞（『グーグーだって猫である』、『トウキョウソナタ』）（2008年）[155]
- 第33回報知映画賞 主演女優賞（『グーグーだって猫である』、『トウキョウソナタ』）（2008年）[156]
- 第32回山路ふみ子映画賞 女優賞（『グーグーだって猫である』、『トウキョウソナタ』）（2008年）[157]
- 平成20年度（第59回）芸術選奨文部科学大臣賞・映画部門（『グーグーだって猫である』、『トウキョウソナタ』）（2009年）[158][159]
- 第66回毎日映画コンクール 女優主演賞（『毎日かあさん』）（2011年）[160][161]
- 第49回ギャラクシー賞 テレビ部門・個人賞（『最後から二番目の恋』、『贖罪』）（2011年）[162]
- 第38回放送文化基金賞 番組部門・演技賞（『最後から二番目の恋』）（2011年）[163]
- 東京ドラマアウォード2013 助演女優賞（『あまちゃん』）（2013年）[164]
- 第78回ザテレビジョンドラマアカデミー賞 助演女優賞（『あまちゃん』）（2013年7-9月）[165]
- 第81回ザテレビジョンドラマアカデミー賞 主演女優賞（『続・最後から二番目の恋』）（2014年4-6月）[166]
- 第50回紀伊國屋演劇賞 個人賞（『草枕』）（2015年）[7][167]
- 第23回読売演劇大賞 優秀女優賞（『草枕』）（2015年）[168]
- 第8回TAMA映画賞 最優秀女優賞（『ふきげんな過去』）（2016年）[169]
- 第67回ブルーリボン賞 助演女優賞（『海の沈黙』『碁盤斬り』『i ai』『とりつくしま』『室井慎次 生き続ける者』）（2024年）[42]

### 著作（受賞歴）
- 第33回講談社エッセイ賞（『黄色いマンション 黒い猫』）（2017年）[7][170][146]